# Турилов, Анатолий Аркадьевич
Анато́лий Арка́дьевич Тури́лов (род. 23 мая 1951, Ярославль, СССР) — советский и российский историк-славист, специалист по истории древнерусской и славянской книжности, культурной и церковной истории восточных и южных славян, источниковедению, эпиграфике. Кандидат исторических наук. Иностранный член Сербской академии наук и искусств, член Амброзианской Академии (Accademia Ambrosiana) по классу славистики. Один из авторов «Большой Российской энциклопедии» и «Православной энциклопедии».

## Биография
Родился 23 мая 1951 года в Ярославле.
После окончания в 1973 году исторического факультета МГУ имени М. В. Ломоносова учился в аспирантуре Института славяноведения, которую окончил в 1976 году.
В 1977–1979 годах работал в Отделе рукописей Государственной библиотеки им. В. И. Ленина.
C 1979 года работает в Институте славяноведения (до 1989 года – в Археографической комиссии): младший научный сотрудник, затем – научный сотрудник, старший научный сотрудник, ведущий научный сотрудник.
В 1980 году защитил в Институте славяноведения кандидатскую диссертацию «Болгарские и сербские источники по средневековой истории Балкан в русской книжности конца XIV – первой четверти XVI вв.».
В 1983 году вместе со знатоком славянской книжности — Н. Б. Тихомировым — совершил редкую для того времени поездку на Афон.
Член Международной библейской комиссии при МКС, Археографической комиссии РАН, Научно-издательского совета Православной энциклопедии, Патриаршего Агиографического совета при «Православной энциклопедии», Экспертного совета по присуждению премий памяти митрополита Макария (Булгакова).
Ответственный редактор «Сводного каталога славяно-русских рукописных книг XIV века в хранилищах России, стран СНГ и Балтии» (выходит с 2002 года).
Участник подготовки комментированного издания «Истории русской церкви» митрополита Макария. Принимал участие в научном проекте шведских научных и архивных учреждений по описанию вывезенных в 1617 году в Швецию документов Новгородской приказной избы.
Является членом редакционных коллегий словарей древнерусского языка XI–XIV и XI–XVII веков, журналов «Беседа» (Белград), «Древняя Русь. Вопросы медиевистики», «Стари српски архив (Белград)», «Старобългарска литература» (София), «Церковно-исторический вестник», «Russica Romana» (Рим) и международного славистического журнала «Slověne = Словѣне».

## Труды
- Предварительный список славяно-русских рукописных книг XV в., хранящихся в СССР (для Сводного каталога славяно-русских рукописных книг, хранящихся в СССР). — М., 1986. 374 с.
- Флоря Б. Н., Турилов А. А., Иванов С. А. Судьбы Кирилло-Мефодиевской традиции после Кирилла и Мефодия. — СПб.: Алетейя, 2000. — 320 с. — (Славянская библиотека. Bibliotheca slavica). — 1500 экз. — ISBN 5-89329-232-4. (в пер.)
  - Судьбы кирилло-мефодиевской традиции после Кирилла и Мефодия. Изд. 2. — СПб., 2004 (совместно с Б. Н. Флорей и С. А. Ивановым).
- Турилов А. А. Slavia Cyrillomethodiana: Источниковедение истории и культуры южных славян и Древней Руси. Межславянские культурные связи эпохи средневековья. — М.: Знак, 2010. — 488 с. — 1000 экз. — ISBN 978-5-9551-0450-8. (в пер.)
- Турилов А. А. От Кирилла Философа до Константина Костенецкого и Василия Софиянина. — М.: Индрик, 2011. — 448 с. — (История и культура славян IX-XVII веков). — 800 экз. — ISBN 978-5-91674-146-9. (в пер.)
- Словарь книжников и книжности Древней Руси : [в 4 вып.] / Рос. акад. наук, Ин-т рус. лит. (Пушкинский Дом); отв. ред. Д. С. Лихачёв [и др.]. — Л. : Наука, 1987—2017.
  - Вып. 3: XVII в., ч. 1 : А—З / ред. Д. М. Буланин, А. А. Турилов; предисл. Д. М. Буланина. — СПб. : Дмитрий Буланин, 1993. — 410 с.
  - Вып. 3 : XVII в., ч. 2 : И—О / ред. Д. М. Буланин, А. А. Турилов. — СПб. : Дмитрий Буланин, 1993. — 439 с. — Библиогр. доп. к ст. (вып. 3, ч. 1—2): с. 434—436.

- Памятники литературы Ярославля XIV—XVIII вв. как исторический источник // Проблемы социально-экономической и политической истории СССР. Научная конференция молодых ученых: Тезисы докладов. — М., 1975. — С. 123—126.
- Малоизвестные памятники литературы Ярославля XIV—XVIII вв.//АЕ за 1974 г. — М., 1975. — С. 168—174.
- Памятники южнославянской книжности в составе русских библиотек конца XIV—XVII вв. (по материалам древнерусской библиографии) // Советское славяноведение. 1977. — № 1. — С. 67—82.
- Русский сборник конца XV—начала XVI в., содержащий южнославянские сочинения XIV—XV вв. // Конференция по истории средневековой письменности и книги: Тезисы докладов. Ереван, 1977. — С. 95—96.
- Оригинальные южнославянские сочинения в русской книжности XV—XVI вв. // Теория и практика источниковедения и археографии отечественной истории. — М., 1978. — С. 39—50.
- Был ли сербом составитель Русского Хронографа? // Вопросы источниковедения и историографии истории досоветского периода. — М., 1979. — С. 55—62.
- Гимнографическое наследие Франциска Скорины в рукописной традиции (к вопросам описания) // Всесоюзная научная конференция «Проблемы научного описания рукописей и факсимильного издания памятников письменности»: Тезисы докладов. Л., 1979. — С. 45—46.
- Новые поступления // Записки Отдела рукописей [ГБЛ]. — М., 1980. Вып. 41. — С. 83—106 (совм. с Ю. А. Неволиным, Ю. Д. Рыковым, Л. В. Тигановой, Н. Б. Тихомировым, С. Н. Травниковым).
- Гимнографическое наследие Франциска Скорины в рукописной традиции (к вопросу о научном описании и изучении рукописей традиционного содержания) // Проблемы научного описания и факсимильного издания памятников письменности. Л., 1981. — С. 241—247.
- Деятельность Археографической комиссии в 1980 г. // АЕ за 1980 г. — М., 1981. — С. 343—347.
- Новые поступления // Записки Отдела рукописей [ГБЛ]. — М., 1981. Вып. 42. — С. 167—193 (совм. с Ю. А. Неволиным, М. В. Подмарьковой, Ю. Д. Рыковым, Л. В. Тигановой, Н. Б. Тихомировым).
- Иван Рыков — псковский книжник XVI в. // Археология и история Пскова и Псковской земли: Тезисы докладов научно-практической конференции. Псков, 1982. — С. 17—19 (совм. с А. В. Чернецовым).
- К вопросу о периодизации русско-южнославянских литературных связей XV—начала XVI вв. // Руско-балкански културни връзки през Средновековието / Русско-балканские культурные связи в эпоху Средневековья. София, 1982. — С. 68—74.
- Новые поступления // Записки Отдела рукописей [ГБЛ]. — М., 1982. Вып. 43. — С. 38—84 (совм. с М. В. Байдиной, Ю. Д. Рыковым, С. В. Устиновым).
- Григорий Философ // Антени. София. 1983.24 авг. — С. 5; переизд.: 1) Българистика и българисти: Статии и изследвания (Българистика в чужбина. Портрети на българисти: 1981—1986). София, 1986. — С. 186—189; 2) За буквите: Кирилометодиевският вестник. София, 1987. Год. IX. — № 13. — С. 7.
- Новые поступления // Записки Отдела рукописей [ГБЛ]. — М., 1983. Вып. 44. — С. 91—125 (совм. с М. В. Байдиной, Ю. Д. Рыковым, С. В. Устиновым, Н. А. Щербачевой).
- Писа Христодул // Антени. София. 1983.28 дек. — С. 13; переизд.: 1) Българистика и българисти... — С. 183—185; 2) За буквите... — С. 7.
- Софроний, книгчий Ивана Грозного и адресованное ему сочинение// АЕ за 1982 г. — М., 1983. — С. 88—89 (совм. с А. В. Чернецовым).
- Сцена убиения Стефана Дечанского в лицевом Житии Николы XVI в. и ее источник // Древнерусское искусство: Рукописная книга. — М., 1983. Сб. 3. — С. 228—231.
- Адресовано «книгчию» Ивана Грозного // Русская речь. 1984. — № 3. — С. 92—99 (совм. с А. В. Чернецовым).
- Золотое кольцо России: Путеводитель. — М.: Профиздат, 1984. 352 с. (совм. с А. В. Лаврентьевым, Б. А. Пуришевым).
- Из истории псковской книжности XVI в. // Археология и история Пскова и Псковской земли: Тезисы докладов научно-практической конференции. — Псков, 1984. — С. 16—17 (совм. с А. В. Чернецовым).
- К вопросу о болгарских источниках Русского Хронографа // Летописи и хроники 1984. — М., 1984. — С. 20—24.
- Неизвестный эпизод болгаро-византийско-русских связей XI в. (Киевский писатель Григорий Философ) //Древнейшие государства на территории СССР. 1982. — М., 1984. — С. 170—176 (совм. с Ю. Д. Рыковым).
- Первенец казанского книгопечатания // Книжное обозрение. 1984. 28 нояб. — № 44 (962). СП .
- «Федоровское евангелие»: О времени создания и происхождении // Древнерусское искусство. XIV—XV вв. — М., 1984. — С. 128—140 (совм. с О. А. Князевской).
- Дедеркин Феофил // Исследовательские материалы для «Словаря книжников и книжности Древней Руси». ТОДРЛ. Л., 1985. Т. 40. — С. 73—74 (совм. с Я. — С. Лурье).
- К истории великоморавского наследия в литературе южных и восточных славян (Слово «о похвале Богородице Кирилла Философа» в рукописной традиции XV—XVII вв.) // Великая Моравия и ее историческое и культурное значение. — М., 1985. — С. 253—269.
- Конференция Комиссии рукописей СИБАЛ в Ленинграде // Советские архивы. 1985. — № 5. — С. 90—91.
- Новое имя в истории русской культуры // Природа. 1985. — № 9. — С. 88—97 (совм. с А. В. Чернецовым).
- Новый список «Востоковской легенды» // «Litterae slavicae medii aevi»: Francisko Venceslao Mare§ sexagenario oblatae. München, 1985. S. 371—377.
- Описание рукописных книг балканского происхождения в издании «Сводный каталог славянорусских рукописных книг, хранящихся в СССР»// Bulletin d' information CIBAL. Sofia. 1985. — № 9. — P. 57—63 (совм. с Л. П. Жуковской, Н. Б. Шеламановой, С. О. Шмидтом).
- Опись Спасо-Каменного монастыря 1628 г. // Памятники письменности в музеях Вологодской области: Каталог-путеводитель. Вологда, 1985. Ч. 4, вып. 1. — С. 163—209 (совм. с А. В. Лаврентьевым).
- Отреченная книга «Рафли» // ТОДРЛ. Л., 1985. Т. 40. — С. 260—344 (совм. с А. В. Чернецовым).
- Древнейшие отрывки Пространного жития Константина-Кирилла Философа // Балканы в контексте Средиземноморья: проблемы реконструкции языка и культуры: Тезисы и предварительные материалы к симпозиуму. — М., 1986. — С. 99—100.
- Жития Кирилла и Мефодия. — М.: Книга, 1986. — С. 94—130 (палеографическое описание и подготовка текста по списку МДА, № 19).
- О письменных источниках изучения восточнославянских народных верований и обрядов // Советская этнография. 1986. — № 1. — С. 95—103 (совм. с А. В. Чернецовым).
- «Сказание о железном кресте» как источник по истории и общественно-политической мысли Болгарии конца IX—начала X вв. // Идеология и общественно-политическая мысль в странах Центральной и Юго-Восточной Европы в период Средневековья: Сб. материалов и тезисов IV Чтений памяти В. Д. Королюка. — М., 1986. — С. 36—37.
- «Рафли» — «языческие святцы» Ивана Рыкова // ПКНО. 1984. — М., 1986. — С. 20—28 (совм. с А. В. Чернецовым).
- Данные «Сказания о железном кресте» о христианизации Болгарии // Введение христианства у народов Центральной и Восточной Европы. Крещение Руси: Сб. тезисов. — М., 1987. — С. 53—54.
- Житие Георгия Победоносца // Словарь книжников. Вып. 1. — С. 144—146 (совм. с О. В. Твороговым).
- Значение нарративных памятников XVII в. для изучения древнейшей истории России // Научное совещание «Комплексные методы в историческом исследовании»: Тезисы докладов. — М., 1987. — С. 192—195 (совм. с А. В. Лаврентьевым).
- Из истории русско-болгарских культурных связей XI в. (Григорий Философ — малоизвестный писатель Киевской Руси) // Русско-болгарские связи в области книжного дела: Сб. материалов VII Болгаро-советского семинара. София, 1987. — С. 64—105 (совм. с Ю. Д. Рыковым).
- К изучению «Сказания о Великом Словенске» («Повести о Словене и Русе»): Рукописная традиция и место памятника в историографии XVII в. // Археография и изучение духовной культуры. III Уральские археографические чтения: Тезисы докладов. Свердловск, 1987. — С. 14—15 (совм. с А. В. Лаврентьевым).
- Сборник XVII в. с новым списком «Востоковской легенды» (к вопросу о палеографических особенностях и составе протографа) // Вопросы славяно-русской палеографии, кодикологии, эпиграфики. — М., 1987. — С. 56—59.
- Собрание Иосифо-Волоколамского монастыря: Ф. 113// Рукописные собрания ГБЛ: Указатель. — М., 1987. Т. 1, вып. 2 (1918—1947). — С. 137—152.
- Дедеркин Феофил // Словарь книжников. Вып. 2, ч. 1. — С. 185—186 (совм. с Я. — С. Лурье).
- Древнейший письмовник южнославянской редакции третьей четверти XIV в. // Русский феодальный архив XIV—первой трети XVI в. — М., 1988. Вып. 3. Прилож. 1. — С. 554—570 (совм. с А. И. Плигузовым).
- К изучению отреченных книг // Естественнонаучные представления Древней Руси. — М., 1988. — С. 111—140 (совм. с А. В. Чернецовым).
- О датировке и месте создания календарно-математических текстов — «семитысячников» // Естественнонаучные представления Древней Руси. — М., 1988. — С. 27—38.
- О перспективах изучения письменных источников, отражающих народные верования и обряды восточных славян // Археология и история Псковской земли: Тезисы XXVI заседания научного семинара. Псков, 1988. — С. 52—54 (совм. с А. В. Чернецовым).
- Акраверш у выданнях Ф. Скарыны // Францыск Скарына і яго час: Энцыклапедычны даведник. Мінск, 1988. — С. 235
- Гимнаграфичныя творы Ф. Скарыны // Францыск Скарына і яго час: Энцыклапедычны даведник. Мінск, 1988. — C. 304—305
- К культурно-исторической характеристике ереси «жидовствующих» // Герменевтика древнерусской литературы. — М., 1989. Сб. 1 (XI—XVI вв.). — С. 407—429 (совм. с А. В. Чернецовым).
- Новые списки гимнографических сочинений Франциска Скорины // Франциск Скорина — белорусский гуманист-просветитель, первопечатник. Минск, 1989. — С. 91—96.
- Псковский книжник XVI в. // ВИ. 1989. — № 11. — С. 139—144 (совм. с А. В. Чернецовым).
- Будапештский глаголический отрывок: древнейший славянский список Жития Симеона Столпника // Slovo. Zagreb, 1990. Кн". 39—40. S. 37-44 (совм. с Й.-М. Райнхартом).
- Новосибирский список «Сказания инока Христодула» // Общественное сознание, книжность, литература периода феодализма. Новосибирск, 1990. — С. 220—222.
- О литературном источнике сюжетов группы клейм иконы Параскевы-Пятницы XVI в. из собрания Третьяковской галереи // Русская художественная культура XV—XVI вв.: Тезисы докладов Всесоюзной научной конференции. — М., 1990. — С. 81—83.
- Об опасности абсолютизации филигранологического метода датировки рукописей (тезисы) // Филигранологические исследования: Теория. Методика. Практика. — М., 1990. — С. 124—127.
- Сербы, греки и «фруг» в Повести о взятии Сереса Стефаном Душаном // Славяне и их соседи: Этнопсихологический стереотип в Средние века: Сб. тезисов. — М., 1990. — С. 50—51.
- Восточнославянские генеалогические источники в книгохранилищах Афона // Реализм исторического мышления: Проблемы отечественной истории периода феодализма: Чтения, посвященные памяти А. Л. Станиславского (Тезисы докладов и сообщений). — М., 1991. — С. 245.
- К истории проектов ликвидации Брестской унии (неизвестное послание князя К. К. Острожского патриарху Иову) // Славяне и их соседи: Католицизм и православие в Средние века: Сб. тезисов. — М., 1991. — С. 72—74.
- К истории ранних проектов ликвидации Брестской унии (неизвестное послание князя К. К. Острожского патриаху Иову)//Славяне и их соседи. — М., 1991. Вып. 3 (Католицизм и православие в Средние века). — С. 128—140.
- К истории скриптория и библиотеки Соловецкого монастыря в XVII в. (соловецкие рукописи в коллекции Псковского музея-заповедника) // Народная культура Севера: «Первичное» и «вторичное», традиции и новации: Тезисы докладов и сообщений. Архангельск, 1991. — С. 195—197.
- Малоизвестные византийские и славянские источники о разделении Киевской митрополии в начале XV в. и избрании Григория Цамблака // XVIII Международный съезд византинистов: Резюме сообщений. — М., 1991. Т. 2 (L—Z). — С. 1187—1188.
- Малоизвестные письменные источники о ярославских князьях конца XIV—первой половины XV в. // Краеведческие записки (Ярославский историко-архитектурный музей-заповедник). Ярославль, 1991. Вып. 7. — С. 131—142.
- «Откуда есть пошла Русская земля?» // История Отечества: Люди, идеи, решения. Очерки истории России IX—нач. XX вв. М" 1991. — С. 7—33 (совм. с С. В. Думиным).
- Арсеньев Моисей Иванович//Словарь книжников. Вып. 3,ч. 1. — С. 112—113.
- К изучению «Сказания о явлении и чудесах Николы Чудотворца в Лукомле» // Наш радавод: Матэриялы міжнароднай навуковай канферэнциі «Царква i культура народау Вялікага княства Літоускага i Беларуси XIII—пач. ХѴШ стст.». — Гродна, 1992. — Кн. 4, ч. 1. — С. 147—149.
- Московский отрывок Святотомашевского бревиария (Неизвестный список глаголической службы Кириллу и Мефодию) // Philologia slavica. In honorem Fr. V. Mareš septagenarii. Praha, 1992. — S. 409—418 (Slavia. T. 61. Seš. 4).
- Памятники письменности восточных славян в южнославянской рукописной традиции XIII—XIV вв. // Информационный бюллетень Международной Ассоциации изучения и распространения славянских культур. — М., 1992 (на обложке — 1991). Вып. 26. — С. 87—97.
- Славянская грамота 1462 г. султана Мухаммеда II Дубровнику // Славяне и их соседи. — М., 1992. — Вып. 4 (Османская империя и народы Центральной, Восточной, Юго-Восточной Европы и Кавказа в XV—ХѴШ вв.). — С. 205—216 (совм. с Р. В. Булатовой).
- Дополнения к «Предварительному списку славяно-русских рукописных книг XV в., хранящихся в СССР (М., 1986)». — М., 1993. — 154 с. (С. 39—154 совм. с Н. А. Охотиной).
- К истории славянской канцелярии османских султанов в XV в. (Славянская грамота 1462 г. султана Мухаммеда II Дубровнику) // Археографски прилози. Београд, 1993. [Кн.] 15. — С. 7—32 (совм. с Р. В. Булатовой).
- К прочтению прозвища мастера Игнатия в Новгородском летописном своде 1539 г. // Новгородские древности. — М., 1993. — С. 244—246 (Архив архитектуры. Вып. 4).
- Комынин (Камынин, Комонин) Георгий Евсевиев; Легендарное донесение из Белграда; Летописец Нижегородский (совм. с В. К. Зиборовым); Летописец о Нижнем Новгороде; Моховиков Симеон Федорович (совм. с Д. — М. Буланиным) // Словарь книжников. Вып. 3, ч. 2. — С. 180—181, 226—227, 254—257, 267—268, 366—368.
- О времени и месте создания пергаменного «Евангелия Мемнона-книгописца» // Информационный бюллетень Международной ассоциации по изучению и распространению славянских культур. — М., 1993. — Вып. 26. — С. 15—46.
- Памятники древнерусской литературы и письменности у южных славян в XII—XIV вв. // Славянские литературы. XI Международный съезд славистов: Доклады российской делегации. — М., 1993. — С. 27—42.
- Роспись главам Синодика Спасо-Преображенского монастыря в г. Рязани // Историческая генеалогия. Екатеринбург. 1993. — № 1. — С. 93—95 (совм. с Б. Н. Морозовым).
- Ангел Пострелил и зверь Любимец (сибирский сборник заговоров первой трети XVIII в.) // Живая старина. 1994. — № 1. — С. 26—28 (совм. с А. В. Чернецовым).
- Библейские книги в народной культуре восточных славян (Псалтырь как гадательная книга) // Jews and Slavs. Jerusalem, 1994. Vol. 2. — P. 76—86.
- «Все ся минеть». Отголосок легенды о царе Давиде в русской сфрагистике и книжности // Славяне и их соседи. — М., 1994. Вып. 5 (Еврейское население в Центральной, Восточной и Юго-Восточной Европе. Средние века — ранее Новое время). — С. 107—114.
- Древнерусская книжность (естественнонаучные и сокровенные знания в России XVI в., связанные с Иваном Рыковым). — М.: Изд-во Полиграфической академии, 1994. 166 с. (совм. с Р. А. Симоновым и А. В. Чернецовым).
- Послание Григория Цамблака великому князю Ивану Михайловичу Тверскому (1416 г.): формуляр, смысл, контекст эпохи // Търновска книжовна школа / Шести международен симпозум: Резюмета. Велико Търново, 1994. — С. 6.
- Малоизвестные системы восточнославянской книжной тайнописи// АЕ за 1992 г. — М., 1994. — С. 102—108.
- Сборник отрывков пергаменных рукописей из Уваровского собрания ГИМ (датировка и атрибуция) // Palaeobulgarica. 1994. — № 4. — С. 15—22.
- The Edificatory Prose of Kievan Rus' / Translated by W. R. Veder with Introductions by W. R. Veder and A. A. Turilov. Harvard, 1994. 202 p. (Harvard Library of Early Ucrainian Literatur / English Translations. Vol. 6).
- Болгарские литературные памятники эпохи Первого царства в книжности Московской Руси XV—XVI вв. (заметки к оценке явления) // Славяноведение. 1995. — № 3. — С. 31—45.
- К истории украинско-болгарских художественных связей XVI в. // Ucrainica et belorussica: Исследования по истории Украины и Белоруссии. — М., 1995. Вып. 1. — С. 4—12.
- Кичевский сборник с «Болгарской апокрифической летописью» (Датировка, состав и история рукописи) // Palaeobulgarica. 1995. — № 4. — С. 2—39.
- Макарий (Булгаков), митр. Московский и Коломенский. История Русской Церкви. — М., 1995. Кн. 3 (Т. 3 и 4). — С. 5—10 — От редакции; с. 519—559 — комментарии.
- Малоизвестный источник по истории идеи «Третьего Рима» у южных славян (Повесть о Ксиропотамском монастыре) // Римско-константинопольское наследие на Руси: идея власти и политическая практика. — М., 1995. — С. 137—139.
- Славянские древности: Этнолингвистический словарь. — М., 1995. Т. 1 (А—Г). — С. 103—104 — Алфавит (совм. с Л. В. Мошковой); с. 115 — Апокрифы (совм. с Л. В. Мошковой); с. 486—491 — Гадательные книги (совм. с О. В. Беловой).
- Этническое и культурное самосознание сербов в конце XIV—XV в. // Этническое самосознание славян в XV столетии. — М., 1995. — С. 157—177.
- Этническое и культурное самосознание населения Боснии в XV в. // Этническое самосознание славян в XV столетии. — М., 1995. — С. 177—191 (совм. с О. А. Акимовой).
- [Рец.:] А11 b а и е г М. An East-Slavic Sinodik from the Sinai. Köln; Weimar; Wien, 1995 (Bausteine zur slavische Philologie. Bd 5) // Russian Linguistics. 1995. N 19. — P. 129—133 (совм. с Дж. Дзиффером).
- Византийский и славянский пласты в Сказании инока Христодула (К вопросу о происхождении памятника) // Славяне и их соседи. — М., 1996. Вып. 6 (Греческий и славянский мир в Средневековье и раннее Новое время). — С. 81—99.
- Древнейшая история славян и Руси в «Книге Степенной царского родословия» (хронология, круг источников, их отбор и использование) // Славяне и их соседи: Миф и история. Происхождение и ранняя история славян в общественном сознании Средневековья и раннего Нового времени: Тезисы 15-й конференции памяти В. Д. Королюка. — М., 1996. — С. 46—52.
- Жития // Отечественная история: История России с древнейших времен до 1917 г.: Энциклопедия. — М., 1996. Т. 2. — С. 189—191.
- Книга Рафли: Как гадали наши предки // Родина. 1996. — № 2. — С. 111—117 (совм. с А. В. Чернецовым).
- Макарий (Булгаков), митр. Московский и Коломенский. История Русской Церкви. — М., 1996. Кн. 4, ч. 2. — С. 259—277 (комментарии; совм. с прот. В. Цыпиным и архим. Макарием (Веретенниковым)).
- Неизвестный памятник греко-латинской полемики XIII в. в болгарской рукописи XIV в. (Отрывки сочинения Иоанна Грассо о собеседовании Николая-Нектария Отрантского с римским папой) // Византийские очерки: Труды российских ученых к XIX Международному съезду византинистов. — М., 1996. — С. 245—257 (совм. с Е. — М. Ломизе).
- Переводная литература у южных и восточных славян в эпоху раннего Средневековья // Очерки истории культуры славян. — М., 1996. — С. 276—298 (совм. с С. А. Ивановым).
- «Повесть о Словене и Русе» («Сказание о Великом Словенске») о происхождении и ранней истории славян и Руси // Славяне и их соседи: Миф и история. Происхождение и ранняя история славян в общественном сознании Средневековья и раннего Нового времени: Тезисы 15-й конференции памяти В. Д. Королюка. — М., 1996. — С. 19—25 (совм. с А. В. Лаврентьевым).
- «Поучение Моисея» и Сборник игумена Спиридона (Новгородский памятник XII в. в контексте русско-южнославянских литературных связей) // Русистика. Славистика. Индоевропеистика: К 60-летию А. А. Зализняка. — М., 1996. — С. 83—103.
- Рассказы о чудотворных иконах монастыря Хиландар в русской записи XVI в. // Чудотворная икона в Византии и на Руси. — М., 1996. — С. 510—529.
- Собрание А. И. Маркушевича (Ф. 755) // Рукописные собрания ГБЛ: Указатель. — М., 1996. Т. 1, вып. 3. — С. 439—451.
- Заметки о кириллических пергаменных рукописях собрания бывшей Виленской публичной библиотеки (Ф. 19 БАН Литвы) // Krakowsko-wilenskie studia slawistyczne. — Krakow, 1997. — Т. 2. — S. 113—142.
- К характеристике народных верований восточных славян (по данным письменных источников) // Истоки русской культуры (Археология и лингвистика). — М., 1997. — С. 99—110 (совм. с А. В. Чернецовым).
- Кирилл и Мефодий // Русский язык: Энциклопедия. — М., 1997. — С. 184—185.
- Кириллические рукописные книги XV—XIX вв. в собраниях фондов 21 и 22 БАН Литвы // Krakowsko-wilenskie studia slawistyczne. Krakow, 1997. Т. 2. S. 41—112 (совм. с Н. А. Кобяк и Н. А. Морозовой).
- Несколько слов критики // Российская государственность: История и современность: Материалы научно-практического совещания «Российская государственность и внешняя политика». — М., 1997. — С. 143—147.
- Новый список Изборника Симеона-Святослава (к атрибуции двух фрагментов в сборнике пергаменных отрывков ЦНБ АН Литвы) // Palaeobulgarica. 1997. — № 2. — С. 5—11.
- Образ Святой Земли в русском народном лубке (рец. на кн.: Xромов О. Р., Топурия Н. А.)
- «Описание Иерусалима» Симона Симоновича и Христофора Жефаровича в русских лубочных изданиях. — М., 1996) // Живая старина. 1997. — № 3. — С. 58—59.
- Фрески сербских монастырей // Искусство: Прилож. к газ. «Первое сентября». 1997. — № 18 (42). — С. 5.
- Александр Иванович Рогов (1935—1996) // АЕ за 1996 г. — М., 1998. — С. 405—407.
- Восточнославянская книжная культура конца XIV—XV вв. и «второе южнославянское влияние» // Древнерусское искусство: Сергий Радонежский и художественная культура Москвы XIV—XV вв. — СПб., 1998. — С. 321—337.
- Документи росіиських архівів з історіі' Укра’ши. Львів, 1998. Т. 1. Документи до історіі'запорозького козацтва 1613—1620 р. (сост.: Войтович Л., Заборовский Л., Исаевич Я., Сысин Ф., Турилов А., Флоря Б.). 442 с. (на титуле ошибочно: Аркадий Турилов).
- «Моравьскые земле велеи гражданин» (Неизвестная древняя служба первоучителю Мефодию) // Славяноведение. 1998. № 4. — С. 3—23 (совм. с Л. В. Мошковой).
- Народные поверья в русских лечебниках // Живая старина. 1998. — № 3. — С. 33—36.
- О работе над «Сводным каталогом славяно-русских рукописных книг XIV в.» (К тридцатилетию выхода в свет ПС XI—XIV) // АЕ за 1996 г. — М., 1998. — С. 16—22.
- Об одной группе каллиграфических рукописей первой половины—середины XIV в. (К вопросу о датировке Симоновской Псалтыри) // Искусство рукописной книги: Византия. Древняя Русь: Тезисы конференции. — М., 1998. — С. 24—25.
- Переводы с латинского и западнославянских языков, выполненные украинско-белорусскими книжниками в XV—начале XVI в. // Культурные связи России и Польши XI—XX вв. — М., 1998. — С. 57—68.
- Последний отголосок идеи «Царства сербов и греков» (Градозданная надпись Вука Бранковича 1378—1379 гг.) // Славяне и их соседи. — М., 1998. Вып. 8 (Имперская идея в странах Центральной, Восточной и Юго-Восточной Европы). — С. 126—140.
- Серков Диомид Яковлев (совм. с Д. — М. Буланиным); Сказание о иконе Богоматери Толгской (совм. с М. Д. Каган); Сказание о Словене и Русе (совм. с Д. — М. Буланиным) // Словарь книжников. Вып. 3, ч. 3. — С. 351—354, 400—407, 444—447.
- Zaznamy z diskusie k prednesenym referatom (XI Medzinarodny zjazd slavistov. Bratislava, 1993). — Bratislava, 1998. — S. 143 — выступление по докладу M. Спасовой; S. 167 — Ю. К. Бегунова; S. 198 — С. Шварцбанда.
- Библиография работ А. И. Рогова // Славяне и их соседи. — М., 1999. Вып. 7 (Межконфессиональные связи в странах Центральной, Восточной и Юго-Восточной Европы в XIV—XVII вв.). — С. 6—14.
- Две забытые даты болгарской церковно-политической истории IX в. (К вопросу формирования болгарского варианта церковного календаря в эпоху Первого царства) // Palaeobulgarica. 1999. — № 1. — С. 14—34.
- Древнерусская культура в контексте средневековых славянских (на материале книжности) // Древнерусская культура в мировом контексте: археология и междисциплинарные исследования. — М., 1999. — С. 96—105.
- Житие Вячеслава Чешского (подгот. текста, перевод, коммент.) // БЛДР. — СПб., 1999. — Т. 2. — С. 168—175, 523—527.
- Житие Константина-Кирилла (подг. текста и перевод, введение к коммент.) // БЛДР. — СПб., 1999. — Т. 2. — С. 22—65, 492—493 (совм. с Л. В. Мошковой).
- Забытое сочинение митрополита Саввы-Спиридона литовского периода его творчества // Славяне и их соседи. — М., 1999. Вып. 7. — С. 121—137.
- К вопросу о времени и обстоятельствах перевода на славянский язык Учительного Евангелия // Роль библейских переводов в развитии литературных языков и культуры славян: Тезисы докладов международной научной конференции. — М., 1999. — С. 67—69.
- К вопросу об исторической альтернативе Брестской унии //Дмитрие в М. В., Заборовский Л. В., Турилов А. А., Флоря Б. Н. Брестская уния 1596 г. и общественно-политическая борьба на Украине и в Белоруссии в конце XVI—первой половине XVII в. — М., 1999. Ч. 2 (Брестская уния 1596 г. Исторические последствия). — С. 13—56 (совм. с Б. Н. Флорей).
- Казань — один из центров раннего книгопечатания // Эхо веков (журн.). — Казань, 1999. — № 3—4. — С. 265—272 (совм. с И. В. Поздеевой).
- Неизвестный памятник древнейшей славянской гимнографии (Канон Климента Охридского на Успение Богородицы) // Славяноведение. 1999. — № 2. — С. 24—36 (совм. с Л. В. Мошковой).
- О специфике книжно-литературных связей православных славян в эпоху Средневековья // Славяне и их соседи: Межславянские взаимоотношения и связи. Средние века — раннее Новое время: Сб. тезисов 18-й конференции памяти В. Д. Королюка. — М., 1999. — С. 166—169.
- Роль сербской традиции в сохранении древнейших памятников славянской литературы // Славянский альманах 1998. — М., 1999. — С. 17—29.
- «Святые врата», открытые на Восток: загадка раннего казанского книгопечатания // Научнобогословские труды по проблемам православной миссии. Белгород, 1999. — С. 70—78 (совм. с И. В. Поздеевой).
- Славянские рукописи афонских обителей. Фессалоники, 1999. 490 с. (совм. с Л. В. Мошковой; указатели на с. 467—490 — А. Тракадаса).
- Юрий Крижанич // Исторический лексикон. XVII в. — М., 1999. — С. 272—276.
- Гипотеза о происхождении майской и августовской памятей Кирилла и Мефодия // Славяноведение. 2000. — № 2. — С. 18—28.
- Заметки о киевских граффити // Лингвистическое источниковедение и история русского языка. — М., 2000. — С. 26—58.
- К изучению Сказания инока Христодула: датировка цикла и имя автора // Florilegium: К 60-летию Б. Н. Флори. — М., 2000. — С. 412—427.
- К истории культа св. Вита у православных славян в Средние века // Славяне и их соседи: Славяне между Римом и Константинополем: Тезисы 19-й конференции памяти В. Д. Королюка. — М., 2000. — С. 126—129.
- Камень для вызывания дождя и ветра: Руководство по метеорологической магии в старобелорусской записи XVI в. // Живая старина. 2000. — № 3. — С. 16—18.
- Каталог славяно-русских рукописных книг XV в., хранящихся в РГАДА. — М., 2000. 409 с. (совм. с И. Л. Жучковой и Л. В. Мошковой).
- Когда был создан потир мастера Ивана Фомина? // Источниковедение и краеведение в истории России: Сб. к 50-летию служения С. О. Шмидта Историко-архивному институту. — М., 2000. — С. 53—54.
- Лев Валентинович Заборовский (1930—1998) // АЕ за 1999 г. — М., 2000. — С. 382—383.
- «Мелочи новгородской жизни» начала XVII века // Древняя Русь. Вопросы медиевистики. — М., 2000. — № 1. — С. 119—122.
- «Неучтенная» система южнославянской книжной тайнописи XV в. // Folia Slavistica: Рале Михайловне Цейтлин. — М., 2000. — С. 143—145.
- После Климента и Наума (Славянская письменность на территории Охридской архиепископии в X—первой половине XIII в.) // Флоря Б. Н., Турилов А. А., Иванов С. А. Судьбы кирилломефодиевской традиции после Кирилла и Мефодия. — СПб., 2000. — С. 82—162; С. 257—261, 261—263, 265—267 — комментарии.
- Ранний славянский список календарных эпиграмм Николая Калликла («Птохопродрома»): К вопросу о времени перевода // Проблемы источниковедения истории книги. — М., 2000. — С. 78—83.
- Сводный каталог славяно-русских рукописных книг, хранящихся в СССР. XI—XIII вв. Ч. 1: Исправления и уточнения // Annali dell Istituto universitario Orientale di Napoli (AION): Slavistica. [Vol.] 5 (1997—1998). 2000. — P. 469—503.
- Сказание о руке флексия — человека Божия в Новгороде // Реликвии в искусстве и культуре восточнохристианского мира: Тезисы и материалы научной конференции. — М., 2000. — С. 171—179.
- Сказания о чудотворных иконах в контексте истории их почитания на Руси // Там же. — С. 64—67.
- Слово Иоанна Златоуста «О Святой Троице и о твари и о суде Божьем» // Древняя Русь. Вопросы медиевистики. 2000. — № 2. — С. 110—118 (совм. с М. — С. Фоминой).
- Смена стереотипов в восприятии чудотворной иконы в XVI в.: от явления к заказу и покупке // Русское искусство позднего Средневековья: Сб. тезисов. — М., 2000. — С. 25—26.
- Рец.: Евангелие от Иоанна в славянской традиции / Изд. подгот. А. А. Алексеев и др. — СПб., 1998; Алексеев А. А. Текстология славянской Библии. — СПб., 1999 // Slavia. 2000. Roc\ 69. S. 361—370 (совм. с Э. Благовой, на чешек, яз.).
- Забытые русские святогорцы — Калинник и «филадельф» (Страничка истории русского книгописания на Афоне рубежа XIV—XV вв.) // МОСХОВІА: Проблемы византийской и новогреческой филологии. — М., 2001. [Т.] 1 (Сб. к 60-летию Б. Л. Фонкича). — С. 431—440.
- Из истории книгописания и книжной гравюры в Ярославле на рубеже XVI—XVII вв. // 200 лет первому изданию Слова о полку Игореве: Материалы юбилейных чтений по истории и культуре древней и новой России. Ярославль, 2001. — С. 191—194.
- Исторический лексикон. XIV—XVI вв. — М., 2001. Кн. 1. — С. 447—451 — Дракула, Влад IV Цепеш; с. 714—719 — Лазарь Хребелянович; с. 719—721 — Битва на Косовом поле.
- К оценке культурно-исторической ситуации в Болгарии X в. // Становление славянского мира и Византия в эпоху раннего средневековья: Сб. тезисов. — М., 2001 («Славяне и их соседи». XX Конференция памяти В. Д. Королюка). — С. 112—113 (совм. с Л. В. Мошковой).
- Летописные записи о сольвычегодском Благовещенском соборе в рукописи библиотеки Папского института восточных исследований в Риме // Памяти Н. Н. Померанцева: Древнерусское искусство: Исследования и реставрация. — М., 2001. — С. 117—119.
- Майская память освящения Софии Киевской (952 г.): попытка интерпретации известия // Становление славянского мира и Византия в эпоху раннего средневековья: Сб. тезисов. — М., 2001 («Славяне и их соседи». XX Конференция памяти В. Д. Королюка). — С. 110—111.
- Мария Георгиевна Гальченко (1963—2000) // АЕ за 2000 г. — М., 2001. — С. 500—502.
- «Мъдра Пльсковская» и «Мъдра Дръсторская» — две Мундраги первой болгаро-венгерской войны (география чудес вмч. Георгия в Сказании инока Христодула) // Славяне и их соседи. — М., 2001. Вып. 10 (Славяне и кочевой мир в Средние века и раннее Новое время). — С. 40—58.
- «Неведомые словеса» киевского митрополита Георгия // Становление славянского мира и Византия в эпоху раннего средневековья: Сб. тезисов. — М., 2001 («Славяне и их соседи». XX Конференция памяти В. Д. Королюка). — С. 68—71 (совм. с Л. В. Мошковой).
- Николай Борисович Тихомиров (1927—2000) // АЕ за 2000 г. — М., 2001. — С. 503—506.
- Пергаменные рукописи собрания Виленской публичной библиотеки (Библиотека Академии наук Литовской республики, ф. 19) // Krakowsko-wilenskie studia slawistyczne. Krakow, 2001. — Т. 3. — S. 7—60 (совм. с О. А. Князевской и А. Л. Лифшицем).
- Стефан Кожухаров: заметки к портрету ученого // АЕ за 2000 г. — М., 2001. — С. 236—239.
- «Тетрати… печатаны в Казань» (К истории и предыстории казанской типографии XVI в.) // Древняя Русь: Вопросы медиевистики. 2001. — № 2 (4). — С. 37—49; № 4 (6). — С. 13—28 (совм. с И. В. Поздеевой). Чудо о добродетельной попадье, введшей мужа в смертный грех // Концепт чуда в славянской и еврейской культурной традиции. — М., 2001. — С. 52—58.
- Южнославянские памятники в литературе и книжности Литовской и Московской Руси XV—первой половины XVI в.: парадоксы истории и географии культурных связей // Славянский альманах 2000. — М., 2001. — С. 247—285.
- Рец.: Das Dubrovskij-Menāum: Edition des Handscrift F.n.1.36 (RNB): Besorgt und kommentiert von M. F. Mur’janov, uberarbeitet und mit deutschen Ubersetzung versehen von H. Rothe und A. Wohler. Wiesbaden, 1999 // Славяноведение. 2001. — № 2. — С. 93—95.
- Рец.: Die Grossen Lesemenāum des Mitropoliten Makarij. Uspenskij spisok. Freiburg i Br. 1997—1998. Bd 1—2. Mārz 1—11; 12—25 // Там же. — С. 90—92.
- К проблеме датировки Евангелия Успенского собора // Евангелие Успенского собора Московского Кремля. — М., 2002. — С. 36—38.
- Кем и с какой целью изготовлен карловацкий список грамматического трактата Константина Костенечского? // Словенско средаьовековно наслеге: Зборник посвеЬен професору ЪорЬу ТрифуновиЬу. Београд, 2002. — С. 673—687.
- Кому «единоименен» Раннокисум? Глоссы как элемент оформления и первоначального замысла Жития деспота Стефана Константина Костенецкого//Славяноведение. 2002. — № 1. — С. 31—36.
- Константин Костенецкий и русские книжники первой четверти XV в. (к предыстории «Сказания о письменах» // Палеославистика. Лексикология. Лексикография: Тезисы международной конференции, посвященной памяти Р. — М. Цейтлин. — М., 2002. — С. 59—61.
- Об авторе // Конзал В. Старославянская молитва против дьявола. — М., 2002. — С. 4—5.
- «Ото князя от Яръполка» (К истории двух древнейших русских списков Лествицы) // Русский язык в научном освещении. 2002. — № 3. — С. 204—210.
- Отреченные верования в русской рукописной традиции // Отреченное чтение в России XVII—XVIII вв. — М.: Индрик, 2002. — С. 8—74 (совм. с А. В. Чернецовым)
- Великоустюжский сборник XVII в. — предисловие и публ. (совм. с А. В. Чернецовым) // Отреченное чтение в России XVII—XVIII вв. — М.: Индрик, 2002. — С. 177—224
- Сибирский сборник XVIII в. — предисловие и публ. // Отреченное чтение в России XVII—XVIII вв. — М.: Индрик, 2002. — с. 250—267
- Сборник заговоров начала XIX в. — предисловие и публ // Отреченное чтение в России XVII—XVIII вв. — М.: Индрик, 2002. — с. 291—296 (совм. с А. В. Чернецовым);
- Народные поверья в русских лечебниках // Отреченное чтение в России XVII—XVIII вв. — М.: Индрик, 2002. — с. 367—375
- Камень для вызывания дождя и ветра. Руководство по метеорологической магии в старобелорусской записи XVI в. // Отреченное чтение в России XVII—XVIII вв. — М.: Индрик, 2002. — с. 533—541
- Прогностическая запись 1764 г. // Отреченное чтение в России XVII—XVIII вв. — М.: Индрик, 2002. — с. 542—549 (совм. с А. В. Чернецовым).
- Перспективы «большого пасьянса» для хорватской глаголической палеографии (Рец.: Glagoljski fragmenti Ivana Bercica u Ruskoj Nacionalnoj biblioteci: Faksimili / Priredila S. O. Vjalova. Zagreb, 2000; Вялова С. О. Глаголические фрагменты Ивана Берчича: Описание. Загреб, 2000) // Славянский альманах 2001. — М., 2002. — С. 538—551.
- Вместо предисловия // Сводный каталог славяно-русских рукописных книг XIV в., хранящихся в России, странах СНГ и Балтии. — М.: Индрик, 2002. 678 с. (отв. редактор). — С. 7—16 (совм. с Н. А. Кобяк и А. Л. Лифшицем)
- Сербская средневековая литературно-книжная традиция в контексте православной славянской общности на Балканах // Српска књижевност и балканске књижевности. Историjа и историчари српске књижевности. Функционално раслсдавање стандартног jeзикa. 32 Међународни научни састанак слависта у Вукове дане: Тезис и pe3HMeja. — Београд, 2002. — С. 5—6.
- Хазары-Козаре в русской письменной традиции XI—XVII вв. // Хазары. Второй международный коллоквиум: Тезисы. — М., 2002. — № 91—93.
- «Христианская литература у славянских народов в середине X—середине XI вв. и межславянские культурные связи» // Христианство в странах Восточной, Юго-Восточной и Центральной Европы на пороге второго тысячелетия. — М.: «Языки славянской культуры», 2002. — С. 401—458
- Рец.: Джурова А., Станче в К. Описание славянских рукописей Папского восточного института в Риме / Вступ. статья проф. В. Поджи. Roma, 1997 (Orientalia Christiana Analecta. Vol. 255). XLIII, 155 с, с ил. // Славяноведение. 2002. — № 4. — С. 117—125.
- Заметки о датировке памятников древнерусского прикладного искусства XIII—XV вв.: Палеографический аспект // Художественная культура Москвы и Подмосковья XIV — начала XX в. / Сборник статей в честь Г. В. Попова. — М., 2002. — С. 54-77
- Книга раздачи подарков при хиротонии Ростовского архиепископа Тихона (1489 г.) // К 500-летию создания фресок Дионисия в Ферапонтовом монастыре. Русское и поствизантийское искусство рубежа XV—XVI вв.: Тезисы докладов международной конференции. — М., 2002. — С. 76-79
- Проблемы и перспективы атрибуции хорватских глаголических книжных почерков // Glagoljica i hrvatski glagolizam: Sazetci. — Zagreb, 2002. — S. 46-47.
- Великие просветители // Сенатор. 2003. — № 2/3: (Возрождение российско-болгарских отношений). — С. 138—141.
- К истории второй (македонской) рукописной коллекции А. Ф. Гильфердинга // Славянский альманах 2002. — М., 2003. — С. 130—143.
- К ранней истории общерусского почитания преп. Ефимия Суздальского: (Неизвестное краткое житие в Прологе начала XVI в. из библиотеки Папского Восточного института в Риме) // Суздальский Спасо-Евфимиев монастырь в истории и культуре России: (К 650;летию основания монастыря): Материалы научно-практической конференции. — Владимир; Суздаль, 2003. — С. 21-25.
- Кодикологические особенности // Федоровское Евангелие из Ярославля — шедевр книжного искусства XIV в.: Материалы к выставке. — М., 2003.- С. 11-14.
- Культурная консолидация болгар и сербов в эпоху османского завоевания и владычества (XV—XVII вв.) и её восприятие в национальных историографиях // Исторические корни этно-конфессиональных конфликтов в странах Центральной, Восточной и Юго-Восточной Европы (Средние века — начало Нового времени / Славяне и их соседи: 21-я конференция памяти В. Д. Королюка (Тезисы докладов). — М., 2003. — С. 75-78.
- «Слово о начале Русской земли» — контроверза правам великих князей Московских на киевское наследие // Исторические корни этно-конфессиональных конфликтов в странах Центральной, Восточной и Юго-Восточной Европы (Средние века — начало Нового времени / Славяне и их соседи: 21-я конференция памяти В. Д. Королюка (Тезисы докладов). — М., 2003. — С. 72-74
- Мастер Яковишко — малоизвестный новгородский книгописец середины XV в. // Хризограф: Сборник статей к юбилею Г. З. Быковой. — М., 2003. — С. 165—182.
- О палеографической датировке некоторых псковских икон XIV—XVI вв. // Художественная жизнь Пскова и искусство поздневизантийской эпохи: К 1100-летию основания города / Тезисы международной научной конференции. — М., 2003. — С. 54-56.
- Памятники древней письменности: Исследования, тексты // «Индрик»: 10 лет. — М., 2003. — С. 19.
- Тайнописная система приписки в Пандектах Никона Черногорца // «Индрик»: 10 лет. — М., 2003. — С. 132—139.
- Запись о землетрясении в «Рустей земли» в 1107 г. // Письменные памятники истории Древней Руси: Летописи, хождения, поучения, жития, послания / Аннотированный каталог-справочник. — СПб., 2003. — С. 44-45.
- Запись о построении церкви Бориса и Глеба в Константинополе // Письменные памятники истории Древней Руси: Летописи, хождения, поучения, жития, послания / Аннотированный каталог-справочник. — СПб., 2003. — С. 45-46.
- «Сказание о грамоте русской» // Письменные памятники истории Древней Руси: Летописи, хождения, поучения, жития, послания / Аннотированный каталог-справочник. — СПб., 2003. — С. 51-55.
- Сказание об освящении церкви Георгия в Киеве // Письменные памятники истории Древней Руси: Летописи, хождения, поучения, жития, послания / Аннотированный каталог-справочник. — СПб., 2003. — С. 83-84 (совместно с В. И. Галко).
- «Рука югорская (угорская)», то есть уйгурская (середина — 2-я половина XIII в.?) // Письменные памятники истории Древней Руси: Летописи, хождения, поучения, жития, послания / Аннотированный каталог-справочник. — СПб., 2003. — С. 111—112 (совместно с А. В. Чернецовым).
- Поучения Григория Философа // Письменные памятники истории Древней Руси: Летописи, хождения, поучения, жития, послания / Аннотированный каталог-справочник. — СПб., 2003. — С. 121—123.
- Поучение игумена Моисея [южнославянский раздел] // Письменные памятники истории Древней Руси: Летописи, хождения, поучения, жития, послания / Аннотированный каталог-справочник. — СПб., 2003. — С. 145—146.
- Поучение против «медоварцев» (XI—XIII в.?) // Письменные памятники истории Древней Руси: Летописи, хождения, поучения, жития, послания / Аннотированный каталог-справочник. — СПб., 2003. — С. 153 (совместно с А. В. Чернецовым).
- Житие кн. Мстислава Владимировича // Письменные памятники истории Древней Руси: Летописи, хождения, поучения, жития, послания / Аннотированный каталог-справочник. — СПб., 2003. — С. 211—213 (совместно с В. И. Галко).
- Сказание о принесении перста Иоанна Крестителя // Письменные памятники истории Древней Руси: Летописи, хождения, поучения, жития, послания / Аннотированный каталог-справочник. — СПб., 2003. — С. 220—221 (совместно с В. И. Галко).
- «Плоды ливанского кедра» [рецензия на книгу: Столярова Л. В. Свод записей писцов, художников и переплетчиков древнерусских пергаменных кодексов XI—XIV вв. — М., 2000]. — М., 2003 (совместно с Л. В. Мошковой).
- «Правило и наказание о душегубстве» и Послание митрополита Ионы (Глезны) вяземскому попу Давыду // От Древней Руси к России Нового времени: Сборник к 70;летию А. Л. Хорошкевич. — М., 2003. — С. 101—107.
- Святогорец Растимир: Святой Савва Сербский и Русь // Родина. 2003. — № 10. — С. 46-49.
- Хлудовский глаголический палимпсест — отрывок болгарской Минеи праздничной XI—XII вв.: (Предварительные наблюдения) // Пѣти достоитъ: Сборник в памет на Стефан Кожухаров. — София, 2003. — С. 26-33.
- Эпизод болгаро-сербско-русских связей середины XVII в.: (Гипотеза о происхождении карловацкой рукописи «Сказания о письменах» Константина Костенецкого) // Славяноведение. 2003. — № 2. — С. 87-97 (вариант № 188).
- [Рецензия на]: Родина. 2002. № 11/12: Древняя Русь: IX—XIII вв. // Древняя Русь. Вопросы медиевистики. 2003. № 3 (13). — С. 131—134.
- New Discoveries and Identifications of Manuscripts of the Hilandar Scriptorium // Monastic Tradition: Selected Proceedinsg of the 4th International Hilandar Conference. Bloomington, Indiana, 2003. P. 244—261 (совместно с И. В. Поздеевой).
- Автор «Записок янычара» // Исторический лексикон: XIV—XVI вв. Кн. 2. — М., 2004. — С. 122—124.
- «Гарун-ар-Рашидовский» сюжет в славянских литературах XV—XVI вв.: (Сербский деспот Стефан Лазаревич и великий князь Московский Иван Калита) // Древняя Русь. Вопросы медиевистики. 2004. № 2. — С. 8-11.
- Заключение о палеографической датировке иконы «Вознесение пророка Ильи» // Смирнова Э. С. Иконы Северо-Восточной Руси: Ростов, Владимир, Кострома, Муром, Рязань, Москва, Вологодский край, Двина. Середина XIII — середина XIV в. — М., 2004. — С. 251—252 (Каталог, № 11. Приложение).
- О времени основания Михаило;Архангельского монастыря в Великом Устюге // Смирнова Э. С. Иконы Северо-Восточной Руси: Ростов, Владимир, Кострома, Муром, Рязань, Москва, Вологодский край, Двина. Середина XIII — середина XIV в. — М., 2004 — С. 211—212 (Каталог, № 5. Приложение).
- О рукописи Федоровского Евангелия // Смирнова Э. С. Иконы Северо-Восточной Руси: Ростов, Владимир, Кострома, Муром, Рязань, Москва, Вологодский край, Двина. Середина XIII — середина XIV в. — М., 2004. — С. 357—358 (Каталог, № 29. Приложение).
- К истории библиотеки и скриптория Кирилло-Белозерского монастыря в 1;й трети XV в.: (Проблема Христофора) // Древнерусское искусство: Искусство рукописной книги. Византия, Древняя Русь. Сборник 4. [Т. 24]. — СПб., 2004. — С. 373—390.
- Новые рукописи болгарских книгописцев XIV в. Лаврентия и Грубана // Рукописная книга Древней Руси и славянских стран: От кодикологии к текстологии. — СПб., 2004. — С. 145—165.
- Образ правителя в летописных «некрологах» XI—XIII вв. // Репрезентация верховной власти в средневековом обществе: (Центральная, Восточная и Юго-Восточная Европа) / Славяне и их соседи: Тезисы международной научной конференции памяти В. Д. Королюка. — М., 2004. — С. 86-89.
- Ответы Георгия, митрополита Киевского, на вопросы игумена Германа — древнейшее русское «Вопрошание» // Славяне и их соседи. Вып. 11: (Славянский мир между Римом и Константинополем). — М., 2004. — С. 211—263.
- Проблемы и перспективы отождествления хорватских глаголических книжных почерков // Glagoljica i hrvatski glagolizam / Zb. radova sa Мeђunarodnog znanstvenog skupa povodom 100. obljetnice Staroslavenske akademije i 50. obljetnice Staroslavenskog instituta. — Zagreb; Krk, 2004. — S. 285—294.
- Славянские рукописные и старопечатные книги на Афоне // Древности монастырей Афона в России: (Из музеев, библиотек, архивов Москвы и Подмосковья) / Каталог выставки. — М., 2004. — С. 158—182, 183—195, 198—200, 202—205 (раздел 3, № 1-16, 18-20, 22-24, 26-28, 31-35).
- Српска средњовековна литерарно-књижевна традициjа у контексту православног славенског заjедиништва на Балкану // Научни састанак слависта у Вукове дане. Књ. 32. Св. 2: Српска књижевност и балкански књижевности: Историjа и историчари српске књижевности. Београд, 2004. — С. 45-51.
- Юрий Александрович Неволин (1931—2003) // Археографический ежегодник за 2003 г. — М., 2004. — С. 409—412 (в соавторстве с Л. И. Алёхиной).
- Вячеслав Михайлович Загребин (1942—2004) // Археографический ежегодник за 2004 г. — М., 2005. — С. 551—554.
- Жалованная грамота Любарта Гедеминовича Луцкой кафедре и ситуация на Волыни после гибели галицко;волынских Рюриковичей // Восточная Европа в древности и средневековье: Проблемы источниковедения / XVII чтения памяти В. Т. Пашуто; IV чтения памяти А. А. Зимина: Тезисы докладов. Ч. 2. — М., 2005. — С. 266—268.
- Забытая древнерусская гадательная книга «Зверинец», или «Метник» («Вопрошание о 12 месяцах») // Живая старина. 2005. № 1. — С. 14-17.
- К вопросу датировки и происхождения складня мастера Лукиана // Неисчерпаемость источника / К 70;летию В. А. Кучкина. — М., 2005. — С. 151—160.
- К истории ростовского владычного скриптория XIII в.: Старые факты и новые данные // Средневековые книгописные центры: Местные традиции и межрегиональные связи / Тезисы докладов международной конференции. — М., 2005. — С. 30-31.
- К истории тырновского «царского» скриптория XIV в. // Филологически изследвания в чест на Климентина Иванова за нейната 65-годишнина. — София, 2005 (Старобългарска литература. Кн. 33/34). — С. 305—328.
- К определению объема книжно;литературного корпуса «первого восточнославянского влияния»: (Тезисы) // Древняя Русь. Вопросы медиевистики. 2005. № 3 (21). — С. 106—107.
- К отождествлению частей некоторых фрагментированных сербских рукописей XIV в. // Археографски прилози. [Бр.] 26-27. — Београд, 2004—2005. — С. 123—154.
- К 85-летию Ольги Александровны Князевской // Хризограф. Вып. 2. — М., 2005. — С. 294—295 (совместно с А. Л. Лифшицем).
- Критерии определения славяно;молдавских рукописей XV—XVI вв. // Хризограф. Вып. 2. — М., 2005. — С. 139—168.
- Книга раздачи подарков при хиротонии Ростовского архиепископа Тихона (1489 г.) // Русское и поствизантийское искусство рубежа XV—XVI вв.: К 500-летию росписи собора Рождества Богородицы Ферапонтова монастыря. — М., 2005. — С. 451—453.
- «Не где князь живет, но вне»: (Болгарское общество в конце IX в. по данным «Сказания о железном кресте») // Славяноведение. 2005. — № 2. — С. 20-27.
- Когда умер Михаил Клопский и кто предсказал церковную карьеру Новгородскому архиепископу Ионе? // Славяноведение. 2005. — № 4: (К 70-летию А. А. Зализняка). — С. 22-28.
- Кто благословил Н. Г. Строганова иконой Богоматери «письма… Рублева»? (Иван (Исайя) Лукошко и «рублевская легенда» в конце XVI в.) // Источники по истории реставрации и изучения памятников русской художественной культуры. XX в. — М., 2005. — С. 39-50.
- Introduction // Löfstrand E., Nordkvist L. (With contribution by A. Turilov). Archives of the Occupied City: Catalogue of the Novgorod Occupation Archives, 1611—1617. — Stockholm, 2005. — Series 1. — P. 13-26.
- La Letteratura slava ecclesiastica delle origini: Storia e geografia della tradizione manoscritta // Incontri linguistici. Vol. 28. Pisa; Roma, 2005. P. 11-29.
- Мczennik z Suprasla // Przegld prawosławny / Mescznik ogуlnopolski. 2005. № 3(237). S. 4.
- Алатырские досуги дьяка И. Т. Грамотина // Памяти Лукичёва: Сборник статей по истории и источниковедению. — М., 2006. — С. 451—460.
- Богородичник: История богослужебной книги // Богородичник: Каноны Божией Матери на каждый день. — М., 2006. — С. 511—515 (совместно с А. А. Лукашевичем).
- Два византийско;русских историко-архитектурных сюжетца // СОФIА: Сборник статей по искусству Византии и Древней Руси в честь А. И. Комеча. — М., 2006. — С. 456—462.
- К биографии и генеалогии Михаила Клопского // Средневековая Русь. Вып. 6. — М., 2006. — С. 180—212.
- К истории Стишного Пролога на Руси // Древняя Русь. Вопросы медиевистики. 2006. № 1 (23). — С. 7-12.
- К определению объема творческого наследия учеников Кирилла и Мефодия в составе славянского Требника: (Предварительные наблюдения над южнославянской рукописной и старопечатной традицией) // Slavica mediaevalia in memoriam Francisci Venceslao Mares. Frankfurt am Mein, 2006 (Schriften über Sprachen und Texte. Bd. 8). — С. 107—123.
- К уточнению объема и состава древнейшего славянского оригинального гимнографического корпуса в древнерусской рукописной традиции: (На материале минейных служб) // Старобългарска литература. Кн. 35/36. — София, 2006. — С. 22-37.
- Кирилл (Константин) Философ, Мефодий — создатели славянской письменности // Исторический лексикон. V—XIII вв. Кн. 1. — М., 2006. — С. 652—663.
- Русь IX—XI вв. на страницах Никоновской летописи // Славяне и их соседи. 23-я конференция памяти В. Д. Королюка: Раннее Средневековье глазами позднего Средневековья и раннего Нового времени: (Центральная, Восточная и Юго-Восточная Европа) / Материалы конференции. — М., 2006. — С. 80-82.
- Савва (Растко (Растимир) Неманич — 1175—1235), архиепископ Сербский // Исторический лексикон. V—XIII вв. Кн. 2. — М., 2006. — С. 293—301.
- Сербские отрывки XIII—XVI вв. библиотеки Русского Пантелеймонова монастыря на Афоне. Ч. 1: Рукописи XIII—XIV вв. // Археографски прилози. Бр. 28. Београд, 2006. — С. 56-104.
- «Читал» ли древнерусский книжник миниатюры лицевых рукописей? (Об одном фантоме в изучении лицевого книгописания) // Вереница литер: К 60;летию В. М. Живова. — М., 2006. — С. 318—326.
- Description of three Manuscripts containting the Oktoechos;Homilies of Gregory the Philosopher // Полата кънигописьная. 2006. № 35. P. 19-50.
- [Рецензия на]: Ševčik J. Svatoivanskе Аlbum. Praha, 2002 // Славяноведение. № 2. — С. 124—127 (совместно с Г. П. Мельниковым).
- А. И. Соболевский и палеография // А. И. Соболевский и русское историческое языкознание: (К 150;летию со дня рождения ученого) / Тезисы докладов. — М., 2007. — С. 65.
- Заметки дилетанта на полях «Словаря русских иконописцев XI—XVII вв.» // Древняя Русь. Вопросы медиевистики. 2007. № 2(28). — С. 116—133; № 4(30). — С. 112—126.
- К вопросу о времени и обстоятельствах возникновения Спасо-Каменного монастыря: (Из истории ярославских уделов в XIV в.) // Древняя Русь. Вопросы медиевистики. 2007. № 3(29). — С. 110—111.
- К истории древнерусской рукописной традиции сочинений, связанных с Ферраро-Флорентийской унией // Флоря Б. Н. Исследования по истории Церкви: Древнерусское и славянское средневековье. — М., 2007. Приложение 1. — С. 437—442.
- Переводы с латинского и западнославянских языков, выполненные украинско-белорусскими книжниками в XV — начале XVI в. (вариант № 130 с дополненной библиографией) // Там же. Приложение 3. — С. 468—479.
- Ранние русские источники по истории Ферраро;Флорентийской унии и ее восприятия в православном мире: (Подготовка текстов) // Там же. Приложение 2. — С. 443—467.
- К 85-летию Игоря Ивановича Шевченко // Византийский временник. Т. 66(91). — М., 2007. — С. 303—305 (совместно с Г. Г. Литавриным)
- О времени создания новгородского «Алексеевского» креста: Возможности непалеографической датировки (1367 или 1379 г.) // От Царьграда до Белого моря: Сборник статей по средневековому искусству в честь Э. С. Смирновой. — М., 2007. — С. 571—580.
- [Публикация]: Гранстрем Е. Э., Тихомиров Н. Б. Сочинения Исаака Сирина в славяно;русской письменности // Вестник церковной истории. 2007. № 1 (5). — С. 134—218.
- Борьба за власть в Сербии в «великожупанский» и «королевский» периоды и отношение к ней Церкви: (На материале житийной литературы) // Церковь в общественной жизни славянских народов в эпоху Средневековья и раннего Нового времени / Материалы 24;й научной конференции памяти В. Д. Королюка «Славяне и их соседи». — М., 2008. — С. 100—102.
- Еще один след глаголицы в месяцеслове Охридского Апостола: (К объяснению чтения «Годъпещи») // Slovo. Br. 56-57. Zagreb, 2008. — С. 571—578.
- Заметки о палеографической датировке некоторых псковских икон XIV—XVI вв. // Древнерусское искусство: Художественная жизнь Пскова и искусство поздневизантийской эпохи / К 1100-летию Пскова. — М., 2008. — С. 209—216.
- К вопросу о заказчике и датировке древнейшего списка славянского перевода «Бесед папы Григория Великого (Двоеслова) на Евангелие» (РНБ, собр. Погодина, № 70) // Miscellanea Slavica: Сборник статей к 70-летию Б. А. Успенского. — М., 2008. — С. 86-91.
- К вопросу о сербском компоненте во «втором южнославянском влиянии» // Russica Romana. Vol. 14(2007). Pisa; Roma, 2008. C. 23-37.
- К итогам работы над Сводным каталогом славяно;русских рукописных книг XI—XIV вв., хранящихся в СССР / России, странах СНГ и Балтии // 14 Међународен славистички конгрес / Зборник од резимеа. Охрид, 2008. 2 дел: Литература, култура, фолклор, историjа на славистиката. — С. 112.
- К 70-летию Б. Н. Флори // АНФОЛОГИОН: Власть, общество, культура в славянском мире в Средние века / К 70-летию Б. Н. Флори. — М., 2008 (Славяне и их соседи. Вып. 12). — С. 7-10 (совместно с С. А. Ивановым).
- Образ правителя в русских летописных «некрологах» XI—XIII вв. // АНФОЛОГИОН: Власть, общество, культура в славянском мире в Средние века / К 70-летию Б. Н. Флори. — М., 2008. — С. 195—209.
- Книжное письмо в сербских грамотах XIV—XV вв.: Проблемы писцов, подлинности и датировки актов // Палеография и кодикология: 300 лет после Монфокона / Материалы международной научной конференции. — М., 2008. — С. 195—202.
- О «Славянской палеографии» С. М. Кульбакина // Кульбакин С. М. Славянская палеографiя. — Белград, 2008. — С. 014—026
- Общественная мысль Древней Руси в эпоху раннего средневековья // Общественная мысль славянских народов в эпоху раннего средневековья. — М., 2008. — С. 31-80 (совместно с Б. Н. Флорей).
- Подвижник просвещения: Алексей Дмитриевич Червяков — архивист, историк, педагог // Вестник церковной истории. 2008. — № 4 (12). — С. 211—222 (совместно с Н. Н. Блохиной)
- Белешке из словенског и српског рукописног наслеђа и црквене уметности // Живопис: Годишњак Високе школе Српске Православне Цркве за уметност и консервациjу. Год. 3. — Београд, 2009. — С. 315—330 (на русском языке).
- Восточнославянская книжная культура конца XIV—XV вв. и «второе южнославянское влияние» // Търновски писмена: Алманах за Търновска книжовна школа. — Т. 2. — В. Търново, 2009. — С. 193—228.
- Заметки о тырновских «обыденных» рукописях и книгописцах 1-й половины — середины XIV в. // Юбилеен сборник в чест на 60-годишнина на Красимр Станчев и Александър Наумов. — София, 2009 (Старобългарска литература. Кн. 41/42. — С. 164—171.
- К истолкованию надписи на краснофонной иконе св. Климента из зарубежного частного собрания: «великий епископ» или «епископ Великии» // Древнерусское искусство: Идея и образ. Опыты изучения византийского и древнерусского искусства. — М., 2009. — C. 415—420.
- К истории ростовского владычного скриптория XIII в.: Старые факты и новые данные // Хризограф. Вып. 3: Средневековые книжные центры: Местные традиции и межрегиональные связи. — М., 2009. — С. 238—252.
- Киприан // Большая российская энциклопедия. Т. 13. — М., 2009. — С. 741—743 (совместно с А. М. Ранчиным).
- Культурные связи Московской Руси и Сербии в XIV—XVI вв. // Москва—Сербия, Белград—Россия: Сборник документов и материалов. Т. 1: Общественно-политические связи XVI—XVIII вв. — Београд; М., 2009. — С. 78-115.
- О датировке и происхождении рукописи Гомилиария Михановича // Slavia. 2009. — Roč. 78. — Seš. 3/4. — С. 461—468.
- «Своя античность» в русской книжности конца XIV — 1-й половины XVI в.: (К характеристике явления и термина) // Древняя Русь. Вопросы медиевистики. 2009. — № 3 (37). — С. 115—116.
- Старые заблуждения и новые «блохи» [рецензия на книгу: Христова Б., Караджова Д., Узунова Е. Бележки на български книжовници. X—XVIII в. В 2 т. София, 2003—2004] // Вестник церковной истории. 2009. — № 1/2 (13/14). — С. 321—361.
- Чара великого князя Владимира Давыдовича — памятник русской культуры XIV в. // Московский Кремль XIV столетия: Древние святыни и исторические памятники: Памяти Святейшего Патриарха Московского и Всея Руси Алексия II. — М., 2009. — С. 393—399.
- Библиографический сюрприз описи 1651 г. церкви Ильи пророка в Ярославле: (Свидетельство о неизвестном слободском издании XVI в.) // Книжная культура Ярославского края: Материалы научной конференции (Ярославль, 13-14 октября 2009 г.). — Ярославль, 2010. — С. 43-47.
- Дополнения к историко-культурной хронике Ярославля XVII — 1-й трети XVIII в. // Книжная культура Ярославского края: Материалы научной конференции (Ярославль, 13-14 октября 2009 г.). — С. 25-38.
- Дечанский отрывок «Повести о царе казарине»: К истории византийского сюжета на славянской почве // Хазары: Миф и история. — М.; Иерусалим, 2010. — С. 390—398.
- Епитрахиль из мастерской княгини Феодоры Пожарской // Церковное шитье в Древней Руси: Сборник статей памяти Л. Д. Лихачёвой. — М., 2010. — С. 249—254 (совместно с И. Бенчевым и Э. С. Смирновой).
- Из какого евангельского кодекса происходит послесловие анагноста Радина? // Остромирово Евангелие и современные исследования рукописной традиции новозаветных текстов. — СПб., 2010. — С. 112—122.
- К изучению южнославянской рукописной традиции «Прогласа Константина Философа» // «Пение мало Георгию»: Сборник в чест на 65-годишнината на проф. дфн Георги Попов. — София, 2010. — С. 346—357.
- Открытие как научная судьба // «Пение мало Георгию»: Сборник в чест на 65-годишнината на проф. дфн Георги Попов. София, 2010. — С. 7-11.
- К специфике преданий о происхождении власти в памятниках средневековой сербской книжности // Славяне и их соседи: Предания и мифы о происхождении власти эпохи Средневековья и раннего Нового времени / Материалы и тезисы 25-й Международной научной конференции памяти В. Д. Королюка. — М., 2010. — С. 123—126.
- Кирилло-мефодиевская традиция и собрание рукописей Научной библиотеки Саратовского государственного университета // Славянский альманах 2009. — М., 2010. — С. 50-59.
- Палеографическое заключение о рукописи «Евангелие тетр» 1480—1490-х гг. с дополнением середины XVI в. // Лицевые рукописи XI—XIX вв. — Кн. 1. — М., 2010. [Государственная Третьяковская галерея: Каталог собрания. Серия «Древнерусское искусство X—XVII вв. Иконы XVIII—XIX вв.». Т. 2. Кн. 1]. — С. 82.
- Палеографическое заключение о рукописи «Служебник» 1-й четверти XVI в. // Лицевые рукописи XI—XIX вв. — Кн. 1. — М., 2010. [Государственная Третьяковская галерея: Каталог собрания. Серия «Древнерусское искусство X—XVII вв. Иконы XVIII—XIX вв.». Т. 2. Кн. 1]. — С. 110.
- Пандекты Никона Черногорца в Синайском сборнике-палимпсесте XIII в. // Лингвистическое источниковедение и история русского языка, 2008—2009. — М., 2010. — С. 100—105.
- Русские заговоры из рукописных сборников XVII — 1-й половины XIX в. / Сост., подгот. текстов, статьи и комментарии А. Л. Топоркова. — М., 2010 (комментарии).
- Юрий Александрович Неволин (1931—2003) // Нило-Столбенская пустынь: Новые открытия. Из истории Спасо;Андроникова монастыря: Сборник статей к 60;летию музея и 50;летию открытия его экспозиции. — М., 2010 (Труды ЦМиАР. Вып. 4). — С. 194—203 (совместно с Л. И. Алёхиной).
- Южнославянские переводы XIV—XV вв. и корпус переводных текстов на Руси (часть 1) // Вестник церковной истории. 2010. — № 1/2 (17/18). — C. 147—175.
- Per la ricostruzione di un serie di Menaia slavi di Tarnovo del secondo quarto — meta del XIV secolo // TOZOTHS: Studies for Stefano Parenti. Grotta; ferrata, 2010 (Anal◊kta Kruptof◊rrhj, 9). — P. 335—344.
- Slavia Cyrillomethodiana: Источниковедение истории и культуры южных славян и Древней Руси: Межславянские культурные связи эпохи средневековья. — М., 2010
- Новые атрибуции хорватских глаголических почерков XIII—XV вв. // «Az, grišni djak Branko pridivkom Fučić»: Radovi Međunarodnoga znanstvenog skupa o životu akademika B. Fučić a. Malinska; Rijeka; Zagreb, 2010. — S. 475—481.
- Был ли переводчик Симеоновской эпохи пресвитер Григорий монахом? // Библеистика. Славистика. Русистика: К 70-летию заведующего кафедрой библеистики проф. А. А. Алексеева. — СПб., 2011.
- Замечания об орфографии надписей на фресках церкви Спаса на Ковалёве // Дмитриева С. О. Фрески храма Спаса на Ковалёве в Новгороде, 1380 г. — М., 2011. — С. 247.
- Золотой потир из Благовещенского собора как памятник искусства и эпиграфики // Московский Кремль XV столетия. Древние святыни и исторические памятники. — М., 2011. Т. 1. — С. 428—439 (совм. с И. А. Стерлиговой).
- Из истории русско-южнославянских книжных связей XII—XIII вв.: новое и забытое // Russica Romana. Pisa; Roma, 2011. Vol. XVII (2010). C. 9-32.
- «Кроник Псковский» и его место в русской «легендарной» историографии XVII в. // ДРВМ, 2011. — № 3 (Тезисы докладов участников VI Международной конференции «Комплексный подход в изучении Древней Руси»). — С. 113—114 (совм. с А. В. Чернецовым).
- Научные труды А. А. Турилова за 2002—2010 гг. // Вестник церковной истории, 2011, № 1-2 (21-22). — С. 363—379.
- Неизвестные страницы истории московского книгописания середины XIV в. // Русь, Россия: Средневековье и Новое время / Вторые чтения памяти академика РАН Л. В. Милова (Материалы к международной научной конференции). — М., 2011. — С. 33-34.
- Об одном безымянном сербском книгописце-каллиграфе раннего XIV в. (пергаменное Евангелие Хиландарь. — № 12 и рукописи его круга) // Археографски прилози. Београд, 2011. Бр. 33. — С. 321—340.
- «От Кирилла Философа до Константина Костенецкого и Василия Софиянина» (История и культура славян IX—XVII вв.): Сб. статей. М.: «Индрик», 2011. 447 с., указ.
- Откритието като научна съдба // За буквите / Кирило-Методиевският вестник. 2011. — № 35. — С. 4.
- Болгарские книжники раннего XIV в. между Тырновом, Святой горой и Святой землёй (по следам забытых и новейших атрибуций) // Средновековни тексти, автори и книги: Сборник в чест на Хайнц Миклас. София, 2012 (= КМС. Кн. 21). — С. 236—244.
- Возникновение Древнерусского государства в памятниках восточнославянской легендарной историографии XVII в. // Древняя Русь и средневековая Европа. Возникновение государств: Материалы научной конференции. — М., 2012. — С. 289—292.
- Две пергаменные рукописи черногорских монастырских библиотек — Милешевский Панегирик и троицкие Пандекты Никона Черногорца // Српско jезичко насљеђе на простору данашње Црне Горе и српски jезик данас / Међународни научни скуп: Зб. резимеа. Б.м., 2012. — С. 99-100.
- Забытые и малоизвестные факты из истории древнейшего перевода Пролога у южных славян (к проблеме «первого восточно-славянского влияния») // Славяноведение, 2012. — № 2. — С. 8-26.
- Записи в приходной книжке иконописца Макара Борисова Сунгурова (1821—1823). Фрагменты // Шемякин А. И. Словарь мастеров художественных ремесел Ярославля XVIII—XIX вв. / Под ред. А. М. Рутмана. Ярославль, 2012. Прилож. — С. 439—450. — № 75.
- К вопросу о происхождении ланского образа Спаса Нерукотворного // Византийский мир: региональные традиции в художественной жизни и проблемы их изучения. К юбилею Э. С. Смирновой / Тезисы докладов международного научного симпозиума. — М., 2012. — С. 65-66.
- К изучению палеографии надписей на художественных памятниках круга Андрея Рублева // Древнерусское искусство. Искусство средневековой Руси и Византии эпохи Андрея Рублева. К 600-летию росписи Успенского собора во Владимире: Материалы Международной научной конференции. — М., 2012. — С. 199—208.
- К истории двух древнейших четьих рукописей черногорских монастырских собраний: Милешевский Панегирик (Цетинский монастырь. — № 50) и Пандекты Никона Черногорца (монастырь Троицы у Плевля. — № 87) // Српско jезичко насљеђе на простору данашње Црне Горе и српски jезик данас / Зборник радова са Међународног научног скупа, одржаног у Херцег Новом. Никшић, 2012. — С. 13-26.
- К реконструкции комплекта пергаменных тырновских служебных Миней второй четверти — середины XIV в. // Старобългарската ръкописна книга — съдба и миссия: В памет на проф. Куйо М. Куев по случай 100-годишнината от рождението му. Велико Търново, 2012. — С. 165-17 .
- К характеристике «образа войны» в сербских средневековых литературных памятниках XIII—XV вв. // Образ войны в общественной мысли славянских народов эпохи Средневековья и раннего Нового времени: Материалы XXVI научной конференции памяти В. Д. Королюка «Славяне и их соседи». — М., 2012. — С. 113—115.
- Легендарная версия ранней истории Руси в Псковском Кронике 1689 г. // Русь в IX—X вв.: Общество. Государство. Культура / Тезисы международной научной конференции. — М., 2012. — С. 85-86 (совм. с А. В. Чернецовым).
- Межславянские связи эпохи Средневековья и источникове-дение истории и культуры славян: Этюды и характеристики. — М., 2012. 805 с., указ.
- Митяй (Михаил), митр. // Большая Российская энциклопедия. — М., 2012. Т. 20 (). — С. 474—475.
- О датировке и писце среднеболгарского Евангелия апракос при Скопском Апостоле 1313 г. // Язык Библии: Лингво-текстологические исследования / Езикът на Библия: Езиково-текстолошки проучвания. М.; СПб., 2012. — С. 120—126.
- О древнейшей панагии из серпуховского Владычного монастыря: вторая четверть XV в. // VIII международная конференция «Троице-Сергиева лавра в истории, культуре и духовной жизни России: Материальные свидетельства духовной культуры» / Тезисы докладов. Сергиев Посад, 2012. — С. 42-43 (совм. с Г. В. Поповым).
- Общественная мысль Сербии конца XII—XIII вв. (Власть и общество в представлениях сербских книжников) // Власть и общество в литературных текстах Древней Руси и других славянских стран (XII—XIII вв.). — М., 2012. — С. 125—168 (в соавт. с Б. Н. Флорей).
- Памяти Ольги Александровны Князевской (1920—2011) // Славяноведение, 2012. — № 4. — С. 130—132.
- Памяти Риккардо Пиккио (1923—2011) // Там же. — С. 132—135.
- Православная энциклопедия. — М., 2012. Т. 29 (К — Каменац). — С. 15 («Кааф»).
- «Старе српске књиге» (интервью — перевод С. Елесиевич) // Политика, 25. 12. 2012 (1: «Љубав према рукописима»); 26. 12 (2: «Како се замонашио свети Сава»); 27. 12 (3: «Хиландарска ризница jе наjвредниjа»).
- Хорватская глаголица в «Славянской палеографии» С. М. Кульбакина // Hrvatsko glagoljaštvo u europskom okružju: Međunarodni znanstveni skup povodom 110. oblljetnice Staroslavenske akademije i 60. oblljetnice Staroslavenskoga instituta / Program i sažetci izlaganja. Zagreb, 2012. — С. 44.
- Азбучные истины Кирилла и Мефодия // Эхо планеты. 2013 (25 апреля — 1 мая). — С. 30-33.
- Византийские древности: Произведения искусства IV—XV вв. в собрании Музеев Московского Кремля / Каталог. — М., 2013. — С. 256—257. — № 53, примеч. 1.
- Житие преподобномученика Антония Супрасльского и славянские жития балканских новомучеников XVI в. (к постановке проблемы) // Hagiographia Slavica / Herausg. von J. Reinhart. Munchen — Berlin — Wien, 2013 (= Wiener Slawistischer Almanach. Sonderband. Bd. 82). — С. 265—275.
- Забытая книга прославленного путешественника и исследователя // Антонин (Капустин), архим. Заметки поклонника Святой Горы. М.: «Индрик», 2013 (серия «Русский Афон»). — С. 7-14
- Комментарии // Там же. — С. 50, 51, 59, 76, 85, 96, 116, 210—211, 217, 222, 228, 247, 262, 267, 270—271, 287, 327—366 [рец.: Б. Л. Фонкич. // Россия и Христианский Восток. — М., 2015. Вып. 4-5. — С. 748—752].
- Значение южнославянской рукописной традиции восточнославянских книжно-литературных памятников для истории культуры домонгольской Руси // Древняя Русь. Вопросы медиевистики, 2013. — № 3 (Тезисы докладов участников VII Международной конференции «Комплексный подход в изучении Древней Руси»). — С. 135—136.
- К вопросу о палеографической датировке росписей новгородской церкви Успения на Волотовом поле // Храм i люди: збiрка статей до 90-рiччя з дня народження С. О. Висоцького. Киiв, 2013. — С. 229—236.
- К истории библиотеки и скриптория Дечанского монастыря: заметки о рукописях XIV в. // Дечани у светлу археографских истраживања. — Београд, 2013. — С. 15-33.
- К истории поздневизантийской церковной иерархии (по данным славянских источников конца XIV — середины XV вв.) // Зборник радова Византолошког института. Београд, 2013 . Кн. 50/2 (Melanges Ljubomir Maksimovic. Vol. 2). — С. 751—760.
- Как письменность пришла на Русь // Эхо планеты, 15-21 августа. — С. 31-33 394.
- «Кроник Псковский» в контексте русской легендарной историографии XVII в. // Археология и история Пскова и Псковской земли. Семинар им. академика В. В. Седова: материалы 58 заседания (17-19 апреля 2012 г.). М.;Псков, 2013. С.157-165 (в соавт. с А. В. Чернецовым).
- Кто был владельцем / заказчиком серебряной чаши из Микулина городища — «князь великий Георгий» или «кнезь Влькь Георгий»? // «Древнерусское искусство» 1963—2013: Итоги и перспективы / Тезисы Международной конференции. — М., 2013. — С. 59-61.
- Наум Охридский, св. // Большая Российская энциклопедия. — М., 2013. Т. 22 (Нанонаука — Николай Кавасилла). — С. 147.
- О датировке и происхождении двух сербских пергаменных списков Святосавской Кормчей // Славянский альманах 2012. — М., 2013. — С. 43-6 .
- О древнейшей панагии из серпуховского Владычного монастыря (вторая четверть XV в.) // Троице-Сергиева лавра в истории, культуре и духовной жизни России: Материалы VIII Международной конференции. Сергиев Посад, 2013. — С. 373—380 (в соавт. с Г. В. Поповым).
- Православная энциклопедия. — М., 2013. Т. 33 (Киево-Печерская Лавра — Кипрская икона Божией Матери). — С. 309—311 (Киевские листки), 638—642 (Киприан, свт., митрополит Киевский и Всея Руси — разд.: «Книжно-литературное творчество, книгописание. Роль во втором южнославянском влиянии», «Почитание»; биб-фия. совм. с Б. Н. Флорей); 719—720 (Киприан и Иустина — «Почитание у южных славян и на Руси»).
- Предисловие // Каталог рукописей, печатных книг и архивных материалов Русского Свято-Пантелеимонова монастыря на Афоне. (Серия: Русский Афон XIX—XX веков. Т. 7) . 2013. Ч. 1 (Славяно-русские рукописи, хранящиеся в Библиотеке и Архиве монастыря). — С. 4-8.
- Преподобный Сергий Радонежский и образ Святой Троицы в древнерусском искусстве: Каталог выставки / Сост. Г. В. Попов, Н. И. Комашко. — М., 2013. — С. 177—179. — № 83 (датировка), 84.
- «Революции» в истории славянской письменности и проблемы эффективности палеографического метода // Палеография, кодикология и дипломатика: современный опыт исследования греческих, латинских и славянского рукописей и документов / Материалы Международной научной конференции в честь 75-летия д.и.н, член-корр. Афинской академии Б. Л. Фонкича. — М., 2013. — С. 318—325.
- Святые апостолы славян — Константин (Кирилл) Философ и Мефодий, архиепископ Моравии и Паннонии // В начале было слово: Посвящается 1150-летию моравской миссии св. Кирилла и Мефодия / Каталог выставки. — М., 2013. — С. 11-28.
- Сербский ковчег-реликварий св. царя Константина из Благовещенского собора Московского Кремля — датировка и гипотезы о происхождении // Црквене студиjе. — Ниш, 2013. — Књ. 10. — С. 125—136.
- Словенско археографско наслеђе (интервью) // Свет речи: Часопис за српски језик и књижевност. Београд, 2013. — № 35-36. — С. 7-16 (перевод Снежаны Елесиевич).
- Хорватская глаголица как алфавит европейского культурного пограничья в Средние века // Glagoljska tradicija u povijesti slavenske pismenosti / Глаголическая традиция в истории славянской письменности / Glagolitic tradition in the history of the Slavonic literacy: Međunarodni znanstveni skup povodom 1150. Oblijetnice moravske misije svetih Cirila i Metoda i stvaranja slovenske pismenosti i književnosti / Program i sažetci izlaganja. Zagreb, 2013. — С. 51.
- Problems and perspectives for the study of the written of Great Moravia // The Cyril and Methodius Mission and Europe — 1150 Yeares Since Arrival of the Thessaloniki Brothers in Great Moravia: Abstracts. [Velehrad] , 2013. — P. [22].
- The Serbian Reliquary of st. Emperor Constantine (14 −15 century) — Hypotesis of Origin and History // Saint Emperor Constantine and Christianity / Book of Abstracts. Niš, 2013. — P. 134.
- Власть и общество в Сербии последней трети XIII — середины XIV в. в памятниках книжности и права // Власть и общество на Руси и в славянских странах в XIII—XIV вв. — М., 2014. — С. 159—188 (в соавт. с Б. Н. Флорей).
- Джордже Трифунович как персональный пророк // Ђорђу Трифуновићу на дар: Професору у част поводом осамдесетог рођендана. Београд, 2014. — С. 69-71.
- Древняя Русь в средневековом мире: Энциклопедия / Ред.-сост. Е. А. Мельникова, В. Я. Петрухин. — М., 2014. — С. 37 (Аркадия, еп. Новгородского житие), 39 («Архангельское Евангелие»), 66-67 (Библейские книги), 138—139 (Владимира князя житие), 183 (Гимнография), 214—215 (Григорий Философ), 247 («Добрилово Евангелие»), 272—273 (Евфросиния Полоцкая), 332 (Илии (Иоанна), еп. Новгородского, житие), 339 («Иоакимовская летопись»), 491—492 (Минеи), 508 («Моисея игумена поучение»), 523 (Мстислава-Феодора кн. житие), 525—526 («Мстиславово Евангелие»), 576 (Ольги княгини житие), 591 (Пергамен), 611 (Писцы), 645 (Поучения), 655 («Предисловие покаянию»), 677—678 («Реймсское Евангелие»), 741 («Сказание о варягах-мучениках»), 742—743 (Сказание о перенесении мощей Николая Чудотворца), 745—746 («Сказание о русской грамоте»), 749 (Скрипторий), 757 («Слово о князьях»), 760—761 («Слово о пересении перста Иоанна Предтечи из Константинополя в Киев»), 761 («Слово св. Григория, обретено в толцех»), 835—836 («Успенский сборник»), 858—859 (Хождения), 895 («Шестоднев Иакова брата Господня»).
- Еще раз к вопросу о происхождении Торопецкой (Корсунской) иконы Богоматери: гипотеза историка // «В созвездии Льва»: Сборник статей по древнерусскому искусству в честь Льва Исааковича Лифшица. — М., 2014. — С. 422—429.
- Исследования по славянскому и сербскому средневековью / Студиjе из словенског и српског Средњог века. Београд, 2014. 742 с., илл., указ, резюме на сербск. яз.
- К вопросу о датировке гравированных дробниц с изображениями святых и праздников на саккосе митрополита Алексия (по данным палеографии) // Сергий Радонежский и русское искусство второй половины XIV — первой половины XV в. в контексте византийской культуры / Тезисы международной научной конференции. — М., 2014. — С. 62.
- К изучению великоморавского литературного наследия между двумя юбилеями: промежуточные итоги, спорные вопросы и перспективы // Свети Ћирило и Методиjе: 863—2013. Београд, 2014. — С. 1-21.
- К объяснению одного тёмного места в «Болгарской апокрифической летописи»: почему «детищ» царь Испор был «ношен три леты»? // Средновековният човек и неговият свят: Сборник в чест на 70-та годишнина на проф. д.и.н. Казимир Попконстантинов. — Велико Търново, 2014. — С. 813—816.
- Каталог памятников древнерусской письменности XI—XIV вв. (Рукописные книги) / Отв. ред. Д. М. Буланин. — СПб., 2014. — С. 18-432, 627—875 (совм. с Д. М. Буланиным, А. А. Романовой, О. В. Твороговым и Ф. Томсоном).
- Летописец великих князей Литовских, отрывок // Каталог славяно-русских рукописных книг XVI в., хранящихся в РГАДА. — М., 2014. Вып. 2 (Лествица — Пчела) / Под ред. Л. В. Мошковой. Прилож. 2. — С. 369—370. — № 2д (в соавт. с Л. В. Мошковой).
- О датировке и происхождении двух сербских пергаменных списков Святосавской Кормчей // Cyrillomethodianum. Thessaloniki, 2014. Vol. 19. — С. 41-46.
- Острожская Библия // БРЭ. — М., 2014. Т. 24 (Океанариум — Оясио). — С. 614.
- Пахомий Серб (Логофет) // БРЭ. — М., 2014. Т. 25 (П — Пертубационная функция). — С. 481—482.
- Сербские хождения в Святую Землю в XVII — начале XVIII вв. // Рассказы о путешествиях, паломничествах, миграциях в источниках Средних веков и раннего Нового времени: Мат-лы XXVII научной конференции памяти В. Д. Королюка «Славяне и их соседи». — М., 2014. — С. 73-79.
- For research in to the Great Moravian literary heritage: preliminary conclusions, disputable questions and perspectives // The Cyril and Methodius Mission and Europe — 1150 Years since the arrival of the Thessaloniki Brothers in Great Moravia. Brno, 2014. — P. 284—291.
- K vyzkumu velkomoravskeho pisemneho dědictvi: předběžne zavěry, sporne otazky a perspektivy // Cyrilometodějská misie a Evropa — 1150 let od příchodu soluňských bratří na Velkou Moravu. Brno, 2014. — S. 272—279.
- Osudy nejstaršich slovanskych literarnich pamatek ve středověkych narodně regionalnich tradicich (přeložil Michal Tera) // Parresia. Revue pro vychodni křest’anstvi / A Journal of Eastern Christian Studies. № 7 (2013). Praha, 2014. — S. 323—340.
- Две заметки о русской рукописной традиции Пространного жития Константина-Кирилла Философа // ΠΟΛΥΙΣΤΩΡ. Scripta slavica Mario Capaldo dicata. — Москва-Рим, 2015. — С. 338—347.
- К вопросу о происхождении ланского образа Спаса Нерукотворного // Образ христианского храма / Сб. статей по древнерусскому искусству: К 60-летию А. Л. Баталова. — М., 2015. — С. 109—113.
- К изучению великоморавского литературного наследия между двумя юбилеями: промежуточные итоги, спорные вопросы и перспективы // Вестник славянских культур, 2015. — № 1. — С. 130—152 (переизд. с доп. и испр. — № 417).
- К изучению вклада митрополита Киприана в русскую культуру последней четверти XIV—XV вв. (новые факты и гипотезы) // Россия-Болгария: образы духовного единства". София, 2015. — С. 112—124.
- К палеографической датировке двух мощевиков из Благовещенского собора Московского Кремля // «СловЪне» / Slovene, 2015. — № 1 (К 70-летию проф. М. Вс. Рождественской и Т.Вс. Рождественской). Ч. 2. — С. 513—527.
- К юбилею Алексея Владимировича Чернецова // Российская археология. 2015. — № 4 (Октябрь-Ноябрь-Декабрь). — С. 206—207 (совм. с В. Я. Петрухиным и И. Ю. Стрикаловым).
- Кто был владельцем серебряной чаши из Микулина Городища — «князь великий Георгий» или «кнез Влькь Георгий»? // Там же. — С. 180—183.
- Послание митрополита Григория Цамблака великому князю Тверскому Ивану Михайловичу (1415 г.) // Древняя Русь. Вопросы медиевистики, 2015. — № 4. — С. 104—106.
- Сербская средневековая литературно-книжная традиция в контексте православного славянского единства на Балканах // Русский взгляд на сербский язык, литературу и культуру / Научная конференция славистов в дни Вука Караджича (1971—2015). Белград, 2015. — С. 345—351.
- Творчество и повседневность русского средневекового художника-бельца: опыт ретроспекции по данным приходной книжки ярославского иконника-старообрядца Макара Сунгурова (20-е гг. XIX в.) // Древняя Русь. Вопросы медиевистики, 2015. — № 3 (Тезисы докладов участников VIII Международной конференции «Комплексный подход в изучении Древней Руси»). — С. 118—119.
- Из истории политических легенд раннего Нового времени: «Донесение из Белграда» 1717 г. // История, язык, культура Центральной и Юго-Восточной Европы в национальном и региональном контексте. К 60-летию К. В. Никифорова: Сб. статей. — М., 2016. — С. 52-57.
- «Незамеченная» дата в южнославянских кириллической и глаголической палеографиях (к вопросу о времени написания Охридского Апостола) // Славяноведение. 2016. — № 2. — С. 21-28.
- Памяти Олега Викторовича Творогова (1928—2015) // Славяноведение, 2016. — № 2. — С. 126—127.
- Служба Климента Охридского на Богоявление в составе «Николиной минеи» («Минеи Томича») // Славяноведение, 2016. — № 4. — С. 3-14.
- Traduzioni antiche e nuove nella cività letteraria slava orientale tra la fine del XIV e il XVI secolo // Traduzioni e rapporti interculturali degli slavi con il mondo circostante. Milano, 2016 (Accademia Ambrosiana. Classe di Slavistica, Vol. 6). — P. 3-9.

- Духовная литература и письменность. X—XVII вв. // Православная энциклопедия: Русская Православная Церковь. — М. 2000. — С. 372—406.
- Церковная наука в России: XVII—XX вв. // Православная энциклопедия: Русская Православная Церковь. — М., 2000. — С. 451—453.
- А // Православная энциклопедия. — М., 2000. — Т. I : А — Алексий Студит. — С. 16. — 40 000 экз. — ISBN 5-89572-006-4.
- Аарон // Православная энциклопедия. — М., 2000. — Т. I : А — Алексий Студит. — С. 19—20. — 40 000 экз. — ISBN 5-89572-006-4.
- Абагар // Православная энциклопедия. — М., 2000. — Т. I : А — Алексий Студит. — С. 25. — 40 000 экз. — ISBN 5-89572-006-4.
- Абецедарий // Православная энциклопедия. — М., 2000. — Т. I : А — Алексий Студит. — С. 29. — 40 000 экз. — ISBN 5-89572-006-4.
- Аверкий // Православная энциклопедия. — М., 2000. — Т. I : А — Алексий Студит. — С. 129. — 40 000 экз. — ISBN 5-89572-006-4. (совм. с Д. Протичем)
- Авраамий, епископ Суздальский // Православная энциклопедия. — М., 2000. — Т. I : А — Алексий Студит. — С. 166. — 40 000 экз. — ISBN 5-89572-006-4.
- Авраамий // Православная энциклопедия. — М., 2000. — Т. I : А — Алексий Студит. — С. 167—168. — 40 000 экз. — ISBN 5-89572-006-4.
- Агафоник // Православная энциклопедия. — М., 2000. — Т. I : А — Алексий Студит. — С. 246. — 40 000 экз. — ISBN 5-89572-006-4.
- Адальвин // Православная энциклопедия. — М., 2000. — Т. I : А — Алексий Студит. — С. 289. — 40 000 экз. — ISBN 5-89572-006-4.
- Азбучная молитва // Православная энциклопедия. — М., 2000. — Т. I : А — Алексий Студит. — С. 332—334. — 40 000 экз. — ISBN 5-89572-006-4.
- Азбучные стихи // Православная энциклопедия. — М., 2000. — Т. I : А — Алексий Студит. — С. 333-334. — 40 000 экз. — ISBN 5-89572-006-4.
- Азуровская икона Божией Матери // Православная энциклопедия. — М., 2000. — Т. I : А — Алексий Студит. — С. 339. — 40 000 экз. — ISBN 5-89572-006-4.
- Акафист // Православная энциклопедия. — М., 2000. — Т. I : А — Алексий Студит. — С. 372, 376, 379. — 40 000 экз. — ISBN 5-89572-006-4.
- Акафистник // Православная энциклопедия. — М., 2000. — Т. I : А — Алексий Студит. — С. 382—383. — 40 000 экз. — ISBN 5-89572-006-4.
- Акростих // Православная энциклопедия. — М., 2000. — Т. I : А — Алексий Студит. — С. 403, 404, 406, 407. — 40 000 экз. — ISBN 5-89572-006-4.
- Александр, диакон // Православная энциклопедия. — М., 2000. — Т. I : А — Алексий Студит. — С. 491—492. — 40 000 экз. — ISBN 5-89572-006-4.
- Александр Великий // Православная энциклопедия. — М., 2000. — Т. I : А — Алексий Студит. — С. 519—520. — 40 000 экз. — ISBN 5-89572-006-4. (часть статьи, совм. с О. Е. Этингоф)
- Александровская слобода // Православная энциклопедия. — М., 2000. — Т. I : А — Алексий Студит. — С. 610—611. — 40 000 экз. — ISBN 5-89572-006-4. (совм. с А. Л. Баталовым)
- Алексий митрополит // Православная энциклопедия. — М., 2000. — Т. I : А — Алексий Студит. — С. 637—646. — 40 000 экз. — ISBN 5-89572-006-4. (часть статьи)
- Алексий человек Божий // Православная энциклопедия. — М., 2001. — Т. II : Алексий, человек Божий — Анфим Анхиальский. — С. 8—10. — 40 000 экз. — ISBN 5-89572-007-2. (совм. с С А. В. Муравьевым)
- Алфавитные стихиры // Православная энциклопедия. — М., 2001. — Т. II : Алексий, человек Божий — Анфим Анхиальский. — С. 65. — 40 000 экз. — ISBN 5-89572-007-2. (раздел «Славянские азбучные стихиры (А. с.)»)
- Ангеларий Охридский // Православная энциклопедия. — М., 2001. — Т. II : Алексий, человек Божий — Анфим Анхиальский. — С. 289—290. — 40 000 экз. — ISBN 5-89572-007-2.
- Ангелина Бранкович // Православная энциклопедия. — М., 2001. — Т. II : Алексий, человек Божий — Анфим Анхиальский. — С. 293—295. — 40 000 экз. — ISBN 5-89572-007-2.
- Ангелов Б. Ст. // Православная энциклопедия. — М., 2001. — Т. II : Алексий, человек Божий — Анфим Анхиальский. — С. 298—299. — 40 000 экз. — ISBN 5-89572-007-2.
- Андрей, дьяк // Православная энциклопедия. — М., 2001. — Т. II : Алексий, человек Божий — Анфим Анхиальский. — С. 357. — 40 000 экз. — ISBN 5-89572-007-2.
- Андрей пресвитер // Православная энциклопедия. — М., 2001. — Т. II : Алексий, человек Божий — Анфим Анхиальский. — С. 358. — 40 000 экз. — ISBN 5-89572-007-2.
- Андрианты // Православная энциклопедия. — М., 2001. — Т. II : Алексий, человек Божий — Анфим Анхиальский. — С. 410. — 40 000 экз. — ISBN 5-89572-007-2.
- Андроников монастырь // Православная энциклопедия. — М., 2001. — Т. II : Алексий, человек Божий — Анфим Анхиальский. — С. 424—427. — 40 000 экз. — ISBN 5-89572-007-2. (совм. с А. Л. Баталовым и Л. А. Беляевым)
- Аникеевское Евангелие // Православная энциклопедия. — М., 2001. — Т. II : Алексий, человек Божий — Анфим Анхиальский. — С. 436—437. — 40 000 экз. — ISBN 5-89572-007-2. (совм. с Э. — С. Смирновой)
- Анно, еп. // Православная энциклопедия. — М., 2001. — Т. II : Алексий, человек Божий — Анфим Анхиальский. — С. 468. — 40 000 экз. — ISBN 5-89572-007-2.
- Анонимная гомилия // Православная энциклопедия. — М., 2001. — Т. II : Алексий, человек Божий — Анфим Анхиальский. — С. 473. — 40 000 экз. — ISBN 5-89572-007-2.
- Анонимность // Православная энциклопедия. — М., 2001. — Т. II : Алексий, человек Божий — Анфим Анхиальский. — С. 474—475. — 40 000 экз. — ISBN 5-89572-007-2.
- Античность в средневековой славянской и русской письменности // Православная энциклопедия. — М., 2001. — Т. II : Алексий, человек Божий — Анфим Анхиальский. — С. 584—586. — 40 000 экз. — ISBN 5-89572-007-2.
- Антоний Печерский // Православная энциклопедия. — М., 2001. — Т. II : Алексий, человек Божий — Анфим Анхиальский. — С. 602—604. — 40 000 экз. — ISBN 5-89572-007-2.
- Антоний, монах-переводчик // Православная энциклопедия. — М., 2001. — Т. II : Алексий, человек Божий — Анфим Анхиальский. — С. 615. — 40 000 экз. — ISBN 5-89572-007-2.
- Антоний-Арсений Багаш // Православная энциклопедия. — М., 2001. — Т. II : Алексий, человек Божий — Анфим Анхиальский. — С. 616. — 40 000 экз. — ISBN 5-89572-007-2.
- Антоний Рафаил Эпактит // Православная энциклопедия. — М., 2001. — Т. II : Алексий, человек Божий — Анфим Анхиальский. — С. 675. — 40 000 экз. — ISBN 5-89572-007-2.
- Антоний Супрасльский // Православная энциклопедия. — М., 2001. — Т. II : Алексий, человек Божий — Анфим Анхиальский. — С. 680. — 40 000 экз. — ISBN 5-89572-007-2.
- Антония Римлянина служебник // Православная энциклопедия. — М., 2001. — Т. II : Алексий, человек Божий — Анфим Анхиальский. — С. 695. — 40 000 экз. — ISBN 5-89572-007-2. (совм. с Ю. И. Рубаном)
- Анфологион // Православная энциклопедия. — М., 2001. — Т. III : Анфимий — Афанасий. — С. 10—11. — 40 000 экз. — ISBN 5-89572-008-0. (совм. с С. И. Никитиным и Г. Стасисом)
- Апокалиптика // Православная энциклопедия. — М., 2001. — Т. III : Анфимий — Афанасий. — С. 38—39. — 40 000 экз. — ISBN 5-89572-008-0. (разд.: Южнославянские страны и Россия; совм. с А. Ю. Виноградовым и А. В. Муравьевым)
- Апокрифы // Православная энциклопедия. — М., 2001. — Т. III : Анфимий — Афанасий. — С. 54, 55—58. — 40 000 экз. — ISBN 5-89572-008-0. (часть статьи; совм. с Е. А. Агеевой и М. В. Рождественской)
- Апостол // Православная энциклопедия. — М., 2001. — Т. III : Анфимий — Афанасий. — С. 96—97. — 40 000 экз. — ISBN 5-89572-008-0. (разд.: Славяно-русская рукописная и старопечатная традиция)
- Apophtegmata patrum — славянские переводы // Православная энциклопедия. — М., 2001. — Т. III : Анфимий — Афанасий. — С. 141—142. — 40 000 экз. — ISBN 5-89572-008-0.
- Арсений I, архиеп. Сербский // Православная энциклопедия. — М., 2001. — Т. III : Анфимий — Афанасий. — С. 421—423. — 40 000 экз. — ISBN 5-89572-008-0.
- Арсений Грек // Православная энциклопедия. — М., 2001. — Т. III : Анфимий — Афанасий. — С. 428—429. — 40 000 экз. — ISBN 5-89572-008-0. (совм. с О. В. Чумичевой)
- Арсений Солунский // Православная энциклопедия. — М., 2001. — Т. III : Анфимий — Афанасий. — С. 440—441. — 40 000 экз. — ISBN 5-89572-008-0. (совм. с М, Е. Башлыковой)
- Археографические комиссии // Православная энциклопедия. — М., 2001. — Т. III : Анфимий — Афанасий. — С. 497—498. — 40 000 экз. — ISBN 5-89572-008-0. (совм. с Б. Н. Морозовым)
- Археографические экспедиции // Православная энциклопедия. — М., 2001. — Т. III : Анфимий — Афанасий. — С. 498—499. — 40 000 экз. — ISBN 5-89572-008-0. (совм. с Б. Н. Морозовым)
- Ассеманиево евангелие // Православная энциклопедия. — М., 2001. — Т. III : Анфимий — Афанасий. — С. 620—621. — 40 000 экз. — ISBN 5-89572-008-0. (совм. с С. О. Власовой)
- Астрология // Православная энциклопедия. — М., 2001. — Т. III : Анфимий — Афанасий. — С. 637—639. — 40 000 экз. — ISBN 5-89572-008-0. (раздел: А. в России; совм. с Р. А. Симоновым)
- Афанасий Русин // Православная энциклопедия. — М., 2002. — Т. IV : Афанасий — Бессмертие. — С. 68—69. — 39 000 экз. — ISBN 5-89572-009-9.
- Афон // Православная энциклопедия. — М., 2002. — Т. IV : Афанасий — Бессмертие. — С. 146—154. — 39 000 экз. — ISBN 5-89572-009-9. (разд.: Афон и Россия. Русские иноки на А. в XI—XVII вв.; совм. с Е. В. Романенко; разд.: Афон и Сербия, Афон и Болгария, Славянская письменность на А.; с. 177—181 — А. и Румыния (совм. с В. — С. Мухиным)
- Бандуриева легенда // Православная энциклопедия. — М., 2002. — Т. IV : Афанасий — Бессмертие. — С. 167—177. — 39 000 экз. — ISBN 5-89572-009-9.
- Барберинский славянский палимпсест // Православная энциклопедия. — М., 2002. — Т. IV : Афанасий — Бессмертие. — С. 332—333. — 39 000 экз. — ISBN 5-89572-009-9.
- Бардин А. И. // Православная энциклопедия. — М., 2002. — Т. IV : Афанасий — Бессмертие. — С. 334. — 39 000 экз. — ISBN 5-89572-009-9.
- Барсовская Палея // Православная энциклопедия. — М., 2002. — Т. IV : Афанасий — Бессмертие. — С. 350. — 39 000 экз. — ISBN 5-89572-009-9.
- Берлинский сборник // Православная энциклопедия. — М., 2002. — Т. IV : Афанасий — Бессмертие. — С. 665. — 39 000 экз. — ISBN 5-89572-009-9.
- Библия // Православная энциклопедия. — М., 2002. — Т. V : Бессонов — Бонвеч. — С. 110–120, 147–151, 166–167. — 39 000 экз. — ISBN 5-89572-010-2. (разделы: Иллюстрации к Библии (совместно с Н. В. Квливидзе); Белорусско;украинские переводы XV—XVI вв.; Переводы на болгарский язык (совместно с И. Димитровым); Переводы на хорватский язык (совместно с А. Ребичем))
- Битольская Триодь // Православная энциклопедия. — М., 2002. — Т. V : Бессонов — Бонвеч. — С. 229–230. — 39 000 экз. — ISBN 5-89572-010-2.
- Благова Э. // Православная энциклопедия. — М., 2002. — Т. V : Бессонов — Бонвеч. — С. 250. — 39 000 экз. — ISBN 5-89572-010-2.
- Благовещенский кондакарь // Православная энциклопедия. — М., 2002. — Т. V : Бессонов — Бонвеч. — С. 276. — 39 000 экз. — ISBN 5-89572-010-2.
- Блаженны // Православная энциклопедия. — М., 2002. — Т. V : Бессонов — Бонвеч. — С. 347–351. — 39 000 экз. — ISBN 5-89572-010-2. (совместно с А. А. Лукашевичем и З. М. Гусейновой)
- Богдан Й. // Православная энциклопедия. — М., 2002. — Т. V : Бессонов — Бонвеч. — С. 437–438. — 39 000 экз. — ISBN 5-89572-010-2.
- Богданович Д. // Православная энциклопедия. — М., 2002. — Т. V : Бессонов — Бонвеч. — С. 439–440. — 39 000 экз. — ISBN 5-89572-010-2.
- Богомильство // Православная энциклопедия. — М., 2002. — Т. V : Бессонов — Бонвеч. — С. 471–473. — 39 000 экз. — ISBN 5-89572-010-2. (совместно с П. И. Жаворонковым).
- Богородичник // Православная энциклопедия. — М., 2002. — Т. V : Бессонов — Бонвеч. — С. 508–509. — 39 000 экз. — ISBN 5-89572-010-2. (совместно с А. А. Лукашевичем)
- Бодянский М. О. // Православная энциклопедия. — М., 2002. — Т. V : Бессонов — Бонвеч. — С. 562–564. — 39 000 экз. — ISBN 5-89572-010-2. (совместно с Е. Р. Секачевой)
- Болгарская Православная Церковь // Православная энциклопедия. — М., 2002. — Т. V : Бессонов — Бонвеч. — С. 515–530. — 39 000 экз. — ISBN 5-89572-010-2. (совместно с В. И. Косиком и Х. Темелским).
- Болонская Псалтирь // Православная энциклопедия. — М., 2002. — Т. V : Бессонов — Бонвеч. — С. 653–654. — 39 000 экз. — ISBN 5-89572-010-2.
- Борил // Православная энциклопедия. — М., 2003. — Т. VI : Бондаренко — Варфоломей Эдесский[англ.]. — С. 27. — 39 000 экз. — ISBN 5-89572-010-2.
- Борила царя синодик // Православная энциклопедия. — М., 2003. — Т. VI : Бондаренко — Варфоломей Эдесский[англ.]. — С. 27–28. — 39 000 экз. — ISBN 5-89572-010-2. (совместно с С. И. Никитиным).
- Борис, равноап. кн. // Православная энциклопедия. — М., 2003. — Т. VI : Бондаренко — Варфоломей Эдесский[англ.]. — С. 20–32. — 39 000 экз. — ISBN 5-89572-010-2.
- Борис и Глеб, св. князья // Православная энциклопедия. — М., 2003. — Т. VI : Бондаренко — Варфоломей Эдесский[англ.]. — С. 49–51, 53-54. — 39 000 экз. — ISBN 5-89572-010-2. (разделы: «Дни памяти и богослужебные тексты»; «Почитание Бориса и Глеба за пределами России» (совместно с А. В. Назаренко, Н. С. Серёгиной)
- Босния и Герцеговина // Православная энциклопедия. — М., 2003. — Т. VI : Бондаренко — Варфоломей Эдесский[англ.]. — С. 93-98. — 39 000 экз. — ISBN 5-89572-010-2. (раздел: «История (до XIX в.)» — совместно с А. В. Шестаковым).
- Ботульф // Православная энциклопедия. — М., 2003. — Т. VI : Бондаренко — Варфоломей Эдесский[англ.]. — С. 114–115. — 39 000 экз. — ISBN 5-89572-010-2. (совместно с К. Жуньеви).
- Бранковичи // Православная энциклопедия. — М., 2003. — Т. VI : Бондаренко — Варфоломей Эдесский[англ.]. — С. 186–190. — 39 000 экз. — ISBN 5-89572-010-2. (совместно с О. В. Лосевой).
- Бревиарий // Православная энциклопедия. — М., 2003. — Т. VI : Бондаренко — Варфоломей Эдесский[англ.]. — С. 228–229. — 39 000 экз. — ISBN 5-89572-010-2. (раздел: «Бревиарии глаголические» — совместно с С. О. Вяловой).
- Британская библиотека // Православная энциклопедия. — М., 2003. — Т. VI : Бондаренко — Варфоломей Эдесский[англ.]. — С. 253. — 39 000 экз. — ISBN 5-89572-010-2. (раздел: Славянские рукописи)
- Будапештский глаголический фрагмент // Православная энциклопедия. — М., 2003. — Т. VI : Бондаренко — Варфоломей Эдесский[англ.]. — С. 298—299. — 39 000 экз. — ISBN 5-89572-010-2.
- Бурцов В. Ф. // Православная энциклопедия. — М., 2003. — Т. VI : Бондаренко — Варфоломей Эдесский[англ.]. — С. 384—385. — 39 000 экз. — ISBN 5-89572-010-2. (совместно с И. В. Починской).
- Буслаевская Псалтирь // Православная энциклопедия. — М., 2003. — Т. VI : Бондаренко — Варфоломей Эдесский[англ.]. — С. 390—391. — 39 000 экз. — ISBN 5-89572-010-2. (совместно с Т. С. Борисовой).
- Бычковы // Православная энциклопедия. — М., 2003. — Т. VI : Бондаренко — Варфоломей Эдесский[англ.]. — С. 453—454. — 39 000 экз. — ISBN 5-89572-010-2. (раздел: Ф. А. Бычков)
- Вайан А. // Православная энциклопедия. — М., 2003. — Т. VI : Бондаренко — Варфоломей Эдесский[англ.]. — С. 497—498. — 39 000 экз. — ISBN 5-89572-010-2.
- Вальпурга, св. // Православная энциклопедия. — М., 2003. — Т. VI : Бондаренко — Варфоломей Эдесский[англ.]. — С. 544—545. — 39 000 экз. — ISBN 5-89572-010-2. (совместно с Д. В. Зайцевым).
- Варлаам и Иоасаф // Православная энциклопедия. — М., 2003. — Т. VI : Бондаренко — Варфоломей Эдесский[англ.]. — С. 622—625. — 39 000 экз. — ISBN 5-89572-010-2. (разделы: «Славянские версии»; «Иконография» (совместно с Н. В. Квливидзе)
- Варсонофий // Православная энциклопедия. — М., 2003. — Т. VI : Бондаренко — Варфоломей Эдесский[англ.]. — С. 678. — 39 000 экз. — ISBN 5-89572-010-2.
- Василий, архиепископ Селевкии Исаврийской // Православная энциклопедия. — М., 2004. — Т. VII : Варшавская епархия — Веротерпимость. — С. 65. — 39 000 экз. — ISBN 5-89572-010-2. (раздел «Славянская традиция сочинений»)
- Василий Великий // Православная энциклопедия. — М., 2004. — Т. VII : Варшавская епархия — Веротерпимость. — С. 148—149. — 39 000 экз. — ISBN 5-89572-010-2. (раздел «Славянские переводы сочинений до конца XVIII в.»)
- Василий Калика, архиепископ // Православная энциклопедия. — М., 2004. — Т. VII : Варшавская епархия — Веротерпимость. — С. 202. — 39 000 экз. — ISBN 5-89572-010-2. (раздел «Житие»)
- Василий Новый // Православная энциклопедия. — М., 2004. — Т. VII : Варшавская епархия — Веротерпимость. — С. 211. — 39 000 экз. — ISBN 5-89572-010-2. (раздел «Житие на Руси в XVII—XIX вв.»)
- Василий Острожский // Православная энциклопедия. — М., 2004. — Т. VII : Варшавская епархия — Веротерпимость. — С. 212—214. — 39 000 экз. — ISBN 5-89572-010-2. (совместно с А. В. Шестаковым).
- Василий Софиянин // Православная энциклопедия. — М., 2004. — Т. VII : Варшавская епархия — Веротерпимость. — С. 218—219. — 39 000 экз. — ISBN 5-89572-010-2.
- Ватиканская библиотека // Православная энциклопедия. — М., 2004. — Т. VII : Варшавская епархия — Веротерпимость. — С. 281—282. — 39 000 экз. — ISBN 5-89572-010-2. (раздел «Славянские рукописи»)
- Ватиканское сербское (Будилово) Евангелие // Православная энциклопедия. — М., 2004. — Т. VII : Варшавская епархия — Веротерпимость. — С. 306. — 39 000 экз. — ISBN 5-89572-010-2.
- Вашица Й. // Православная энциклопедия. — М., 2004. — Т. VII : Варшавская епархия — Веротерпимость. — С. 341—342. — 39 000 экз. — ISBN 5-89572-010-2.
- Введение во храм Пресвятой Богородицы // Православная энциклопедия. — М., 2004. — Т. VII : Варшавская епархия — Веротерпимость. — С. 346—347. — 39 000 экз. — ISBN 5-89572-010-2. (раздел: «Гимнография» — совместно с А. А. Лукашевичем)
- Великая Лавра // Православная энциклопедия. — М., 2004. — Т. VII : Варшавская епархия — Веротерпимость. — С. 388—389, 397. — 39 000 экз. — ISBN 5-89572-010-2. (Разделы: «Славяне в Великой Лавре»; «Славянские рукописи»)
- Венедикт [Бенедикт] Нурсийский // Православная энциклопедия. — М., 2004. — Т. VII : Варшавская епархия — Веротерпимость. — С. 586, 590—591. — 39 000 экз. — ISBN 5-89572-010-2. (разделы: «Переводы Устава на церковнославянский язык»; «Агиография»; «Праздники»)
- Венелин Ю. И. // Православная энциклопедия. — М., 2004. — Т. VII : Варшавская епархия — Веротерпимость. — С. 592—593. — 39 000 экз. — ISBN 5-89572-010-2. (совместно с Л. А. Беляевым).
- Вениамин (2-я половина XV в.) // Православная энциклопедия. — М., 2004. — Т. VII : Варшавская епархия — Веротерпимость. — С. 627—629. — 39 000 экз. — ISBN 5-89572-010-2.
- Византийская империя // Православная энциклопедия. — М., 2004. — Т. VIII : Вероучение — Владимиро-Волынская епархия. — С. 208—212. — 39 000 экз. — ISBN 5-89572-014-5. (Разделы: «Византия и Болгария»; «Византия и Сербия»)
- Виссарион, имя нескольких южнославянских книгописцев // Православная энциклопедия. — М., 2004. — Т. VIII : Вероучение — Владимиро-Волынская епархия. — С. 544—545. — 39 000 экз. — ISBN 5-89572-014-5.
- Виталий, игумен, церковный писатель // Православная энциклопедия. — М., 2004. — Т. VIII : Вероучение — Владимиро-Волынская епархия. — С. 557—558. — 39 000 экз. — ISBN 5-89572-014-5.
- Вит, Модест и Крискентия, святые // Православная энциклопедия. — М., 2004. — Т. VIII : Вероучение — Владимиро-Волынская епархия. — С. 574—576. — 39 000 экз. — ISBN 5-89572-014-5. (совместно с А. В. Назаренко)
- Владимир, болгарский князь (Расате) // Православная энциклопедия. — М., 2004. — Т. VIII : Вероучение — Владимиро-Волынская епархия. — С. 648. — 39 000 экз. — ISBN 5-89572-014-5.
- Владимиро-Волынская епархия // Православная энциклопедия. — М., 2004. — Т. VIII : Вероучение — Владимиро-Волынская епархия. — С. 731—732. — 39 000 экз. — ISBN 5-89572-014-5. (Раздел: «Книгописание»)
- Владислав, св., король сербский // Православная энциклопедия. — М., 2005. — Т. IX : Владимирская икона Божией Матери — Второе пришествие. — С. 89–91. — 39 000 экз. — ISBN 5-89572-015-3.
- Владислав Грамматик // Православная энциклопедия. — М., 2005. — Т. IX : Владимирская икона Божией Матери — Второе пришествие. — С. 99–101. — 39 000 экз. — ISBN 5-89572-015-3.
- Власий, сщмч., епископ Севастийский // Православная энциклопедия. — М., 2005. — Т. IX : Владимирская икона Божией Матери — Второе пришествие. — С. 102–104. — 39 000 экз. — ISBN 5-89572-015-3. (совместно с П. И. Жаворонковым).
- Власий (Влас Игнатов) // Православная энциклопедия. — М., 2005. — Т. IX : Владимирская икона Божией Матери — Второе пришествие. — С. 107–108. — 39 000 экз. — ISBN 5-89572-015-3.
- Волосов во имя свт. Николая монастырь // Православная энциклопедия. — М., 2005. — Т. IX : Владимирская икона Божией Матери — Второе пришествие. — С. 275. — 39 000 экз. — ISBN 5-89572-015-3. (раздел: «Строительство в ХVI в.»)
- Вондрак В. // Православная энциклопедия. — М., 2005. — Т. IX : Владимирская икона Божией Матери — Второе пришествие. — С. 319—320. — 39 000 экз. — ISBN 5-89572-015-3.
- «Воспоминание отчасти Святыя Горы Афонския» // Православная энциклопедия. — М., 2005. — Т. IX : Владимирская икона Божией Матери — Второе пришествие. — С. 467—468. — 39 000 экз. — ISBN 5-89572-015-3.
- Восточный Папский институт // Православная энциклопедия. — М., 2005. — Т. IX : Владимирская икона Божией Матери — Второе пришествие. — С. 493—494. — 39 000 экз. — ISBN 5-89572-015-3. (раздел: «Славянские рукописи в библиотеке»)
- Врачанское Евангелие // Православная энциклопедия. — М., 2005. — Т. IX : Владимирская икона Божией Матери — Второе пришествие. — С. 503. — 39 000 экз. — ISBN 5-89572-015-3.
- Вукан // Православная энциклопедия. — М., 2005. — Т. X : Второзаконие — Георгий. — С. 19. — 39 000 экз. — ISBN 5-89572-016-1.
- Вуканово Евангелие // Православная энциклопедия. — М., 2005. — Т. X : Второзаконие — Георгий. — С. 20-21. — 39 000 экз. — ISBN 5-89572-016-1.
- Вуковичи // Православная энциклопедия. — М., 2005. — Т. X : Второзаконие — Георгий. — С. 21-23. — 39 000 экз. — ISBN 5-89572-016-1.
- «Выголексинский сборник» // Православная энциклопедия. — М., 2005. — Т. X : Второзаконие — Георгий. — С. 55-56. — 39 000 экз. — ISBN 5-89572-016-1.
- Гавриил, имя 2 сербских книжников // Православная энциклопедия. — М., 2005. — Т. X : Второзаконие — Георгий. — С. 205—206. — 39 000 экз. — ISBN 5-89572-016-1.
- Гавриил, монах из Нямецкого монастыря, книгописец // Православная энциклопедия. — М., 2005. — Т. X : Второзаконие — Георгий. — С. 207—209. — 39 000 экз. — ISBN 5-89572-016-1.
- Гавриил Стефанович Венцлович // Православная энциклопедия. — М., 2005. — Т. X : Второзаконие — Георгий. — С. 229—230. — 39 000 экз. — ISBN 5-89572-016-1. (совместно с А. В. Тымынькой).
- Гавриил I (Раич), Патриарх // Православная энциклопедия. — М., 2005. — Т. X : Второзаконие — Георгий. — С. 232—233. — 39 000 экз. — ISBN 5-89572-016-1. (совместно с иеромонахом Игнатием (Шестаковым)).
- Гавриил Лесновский, прп. // Православная энциклопедия. — М., 2005. — Т. X : Второзаконие — Георгий. — С. 243—246. — 39 000 экз. — ISBN 5-89572-016-1.
- Гагара В. Я. // Православная энциклопедия. — М., 2005. — Т. X : Второзаконие — Георгий. — С. 249. — 39 000 экз. — ISBN 5-89572-016-1.
- Галицкая епархия // Православная энциклопедия. — М., 2005. — Т. X : Второзаконие — Георгий. — С. 328. — 39 000 экз. — ISBN 5-89572-016-1. (Раздел: Памятники письменности)
- Галицко-Волынское Евангелие // Православная энциклопедия. — М., 2005. — Т. X : Второзаконие — Георгий. — С. 340. — 39 000 экз. — ISBN 5-89572-016-1.
- Галицкое Евангелие 1144 г. // Православная энциклопедия. — М., 2005. — Т. X : Второзаконие — Георгий. — С. 340—341. — 39 000 экз. — ISBN 5-89572-016-1.
- Галичское Евангелие 1354 г. // Православная энциклопедия. — М., 2005. — Т. X : Второзаконие — Георгий. — С. 345. — 39 000 экз. — ISBN 5-89572-016-1.
- Ганкенштейна кодекс // Православная энциклопедия. — М., 2005. — Т. X : Второзаконие — Георгий. — С. 411—412. — 39 000 экз. — ISBN 5-89572-016-1.
- Геннадий Святогорец // Православная энциклопедия. — М., 2005. — Т. X : Второзаконие — Георгий. — С. 620. — 39 000 экз. — ISBN 5-89572-016-1.
- Георгий, вмч. // Православная энциклопедия. — М., 2005. — Т. X : Второзаконие — Георгий. — С. 669–672, 674–675. — 39 000 экз. — ISBN 5-89572-016-1. (Разделы: «Славяно-русская агиографическая традиция»; «Почитание у южных славян»)
- Георгий, митр. Киевский // Православная энциклопедия. — М., 2006. — Т. XI : Георгий — Гомар. — С. 23–26. — 39 000 экз. — ISBN 5-89572-017-X.
- Георгий Амартол // Православная энциклопедия. — М., 2006. — Т. XI : Георгий — Гомар. — С. 53–54. — 39 000 экз. — ISBN 5-89572-017-X. (Раздел: «Славяно-русские переводы Хроники»)
- Георгий Новый Кратовский // Православная энциклопедия. — М., 2006. — Т. XI : Георгий — Гомар. — С. 69–71. — 39 000 экз. — ISBN 5-89572-017-X. (совместно с Х. Темелским)
- Георгий Софийский Новейший // Православная энциклопедия. — М., 2006. — Т. XI : Георгий — Гомар. — С. 81-82. — 39 000 экз. — ISBN 5-89572-017-X. (совместно с Х. Темелски)
- Герасим Иорданский // Православная энциклопедия. — М., 2006. — Т. XI : Георгий — Гомар. — С. 167—168. — 39 000 экз. — ISBN 5-89572-017-X. (Раздел: «Почитание у славян»)
- Герасим Черный // Православная энциклопедия. — М., 2006. — Т. XI : Георгий — Гомар. — С. 184. — 39 000 экз. — ISBN 5-89572-017-X. (совместно с А. В. Кузьминым).
- Герман (Тулупов) // Православная энциклопедия. — М., 2006. — Т. XI : Георгий — Гомар. — С. 252—253. — 39 000 экз. — ISBN 5-89572-017-X. (совместно с В. Н. Алексеевым).
- Герман I, Патриарх Константинопольский // Православная энциклопедия. — М., 2006. — Т. XI : Георгий — Гомар. — С. 257. — 39 000 экз. — ISBN 5-89572-017-X. (Раздел: «Славянская традиция сочинений»)
- Герман II, Патриарх Константинопольский // Православная энциклопедия. — М., 2006. — Т. XI : Георгий — Гомар. — С. 262. — 39 000 экз. — ISBN 5-89572-017-X. (Раздел: «Славянская традиция сочинений»)
- «Германов сборник» // Православная энциклопедия. — М., 2006. — Т. XI : Георгий — Гомар. — С. 355–356. — 39 000 экз. — ISBN 5-89572-017-X.
- Гимнография // Православная энциклопедия. — М., 2006. — Т. XI : Георгий — Гомар. — С. 495–508. — 39 000 экз. — ISBN 5-89572-017-X. (Разделы: «Славянская гимнография» (совместно с Л. В. Мошковой); «Русская гимнография XI—XVII вв.»; «Южнославянская гимнография XIII—XVIII вв.»; «Греческая гимнография XI—XVIII вв. в Охридской архиепископии, посвященная славянским святым»; «Славянская гимнография в Чехии, Польше и Хорватии в X—XI и XIV вв.»)
- Глаголица // Православная энциклопедия. — М., 2006. — Т. XI : Георгий — Гомар. — С. 538—543. — 39 000 экз. — ISBN 5-89572-017-X.
- Гложенский монастырь во имя вмч. Георгия // Православная энциклопедия. — М., 2006. — Т. XI : Георгий — Гомар. — С. 593—594. — 39 000 экз. — ISBN 5-89572-017-X.
- Горазд, св., епископ // Православная энциклопедия. — М., 2006. — Т. XII : Гомельская и Жлобинская епархия — Григорий Пакуриан. — С. 87-88. — 39 000 экз. — ISBN 5-89572-017-X.
- Горский А. В. // Православная энциклопедия. — М., 2006. — Т. XII : Гомельская и Жлобинская епархия — Григорий Пакуриан. — С. 149—152. — 39 000 экз. — ISBN 5-89572-017-X. (совместно с архимандритом Геннадием (Глаголевым) и С. В. Римским).
- Гошев И. // Православная энциклопедия. — М., 2006. — Т. XII : Гомельская и Жлобинская епархия — Григорий Пакуриан. — С. 239—240. — 39 000 экз. — ISBN 5-89572-017-X.
- Грабар Б. // Православная энциклопедия. — М., 2006. — Т. XII : Гомельская и Жлобинская епархия — Григорий Пакуриан. — С. 245—246. — 39 000 экз. — ISBN 5-89572-017-X.
- Грассо И. // Православная энциклопедия. — М., 2006. — Т. XII : Гомельская и Жлобинская епархия — Григорий Пакуриан. — С. 285—286. — 39 000 экз. — ISBN 5-89572-017-X.
- Грачаница, монастырь // Православная энциклопедия. — М., 2006. — Т. XII : Гомельская и Жлобинская епархия — Григорий Пакуриан. — С. 306—310. — 39 000 экз. — ISBN 5-89572-017-X. (совместно с С. Милеусничем и Б. Тодичем).
- Григентий, свт., епископ Омиритский // Православная энциклопедия. — М., 2006. — Т. XII : Гомельская и Жлобинская епархия — Григорий Пакуриан. — С. 448. — 39 000 экз. — ISBN 5-89572-017-X. (раздел «Почитание у южных славян и на Руси»)
- Григорий, свт., епископ Акрагантский // Православная энциклопедия. — М., 2006. — Т. XII : Гомельская и Жлобинская епархия — Григорий Пакуриан. — С. 477. — 39 000 экз. — ISBN 5-89572-017-X. (Раздел: «Славяно-русские переводы Жития»)
- Григорий, свт., епископ Нисский // Православная энциклопедия. — М., 2006. — Т. XII : Гомельская и Жлобинская епархия — Григорий Пакуриан. — С. 524. — 39 000 экз. — ISBN 5-89572-017-X. (разделы: «Переводы сочине; ний на славянские языки и славянская рукописная традиция до XVIII в.»)
- Григорий, болгарский (прото)пресвитер, книжник // Православная энциклопедия. — М., 2006. — Т. XII : Гомельская и Жлобинская епархия — Григорий Пакуриан. — С. 557—558. — 39 000 экз. — ISBN 5-89572-017-X.
- Григорий (Цамблак) // Православная энциклопедия. — М., 2006. — Т. XII : Гомельская и Жлобинская епархия — Григорий Пакуриан. — С. 583—592. — 39 000 экз. — ISBN 5-89572-017-X.
- Григорий I Великий // Православная энциклопедия. — М., 2006. — Т. XII : Гомельская и Жлобинская епархия — Григорий Пакуриан. — С. 618—619, 630. — 39 000 экз. — ISBN 5-89572-017-X. (разделы: «Переводы сочинений на славянский язык, рукописная традиция»; «Греческая и славянская агиография» — совместно с О. Н. Афиногеновой)
- Григорий Богослов // Православная энциклопедия. — М., 2006. — Т. XII : Гомельская и Жлобинская епархия — Григорий Пакуриан. — С. 680—682, 707—708. — 39 000 экз. — ISBN 5-89572-017-X. (разделы: «Переводы сочинений на славянский язык до XIX в., рукописная и старопечатная традиция»; «Почитание в славяно-русской традиции»)
- Григорий Палама // Православная энциклопедия. — М., 2006. — Т. XIII : Григорий Палама — Даниель-Ропс. — С. 26-28. — 39 000 экз. — ISBN 5-89572-022-6. (Раздел: «Перевод сочинений на славянский язык до XVIII в.» — совместно с М. М. Бернацким)
- Григорий Просветитель // Православная энциклопедия. — М., 2006. — Т. XIII : Григорий Палама — Даниель-Ропс. — С. 43-44. — 39 000 экз. — ISBN 5-89572-022-6. (раздел: «Почитание у славян»)
- Григорий Синаит // Православная энциклопедия. — М., 2006. — Т. XIII : Григорий Палама — Даниель-Ропс. — С. 60. — 39 000 экз. — ISBN 5-89572-022-6. (раздел: «Переводы сочинений на славянский язык» — совместно с М. М. Бернацким)
- Григорий Философ // Православная энциклопедия. — М., 2006. — Т. XIII : Григорий Палама — Даниель-Ропс. — С. 71-74. — 39 000 экз. — ISBN 5-89572-022-6.
- Григорий Чудотворец // Православная энциклопедия. — М., 2006. — Т. XIII : Григорий Палама — Даниель-Ропс. — С. 79, 84. — 39 000 экз. — ISBN 5-89572-022-6. (Разделы: «Славяно-русская традиция сочинений»; «Почитание в славянской традиции»)
- Григорович В. И. // Православная энциклопедия. — М., 2006. — Т. XIII : Григорий Палама — Даниель-Ропс. — С. 102—104. — 39 000 экз. — ISBN 5-89572-022-6.
- Григоровича Паремийник // Православная энциклопедия. — М., 2006. — Т. XIII : Григорий Палама — Даниель-Ропс. — С. 104. — 39 000 экз. — ISBN 5-89572-022-6.
- Гршковича Апостол // Православная энциклопедия. — М., 2006. — Т. XIII : Григорий Палама — Даниель-Ропс. — С. 391—392. — 39 000 экз. — ISBN 5-89572-022-6.
- Гумбертов Менандр // Православная энциклопедия. — М., 2006. — Т. XIII : Григорий Палама — Даниель-Ропс. — С. 447–449. — 39 000 экз. — ISBN 5-89572-022-6. (совместно с А. Т. Шашковым).
- Гурий (Тушин) // Православная энциклопедия. — М., 2006. — Т. XIII : Григорий Палама — Даниель-Ропс. — С. 482—483. — 39 000 экз. — ISBN 5-89572-022-6.
- Д, буква // Православная энциклопедия. — М., 2006. — Т. XIII : Григорий Палама — Даниель-Ропс. — С. 539—541. — 39 000 экз. — ISBN 5-89572-022-6. (совместно с Е. А. Кузьминовой)
- Давид, имя нескольких русских книгописцев // Православная энциклопедия. — М., 2006. — Т. XIII : Григорий Палама — Даниель-Ропс. — С. 563—564. — 39 000 экз. — ISBN 5-89572-022-6.
- «Дамаскин», рукописные сборники // Православная энциклопедия. — М., 2006. — Т. XIII : Григорий Палама — Даниель-Ропс. — С. 696—697. — 39 000 экз. — ISBN 5-89572-022-6. (совместно с Д. И. Полывянным)
- Даниил, митрополит Московский // Православная энциклопедия. — М., 2007. — Т. XIV : Даниил — Димитрий. — С. 72–75. — 39 000 экз. — ISBN 978-5-89572-024-0. (Раздел: Литературное наследие, книгописание)
- Даниил (XVI — начало XVII в.) // Православная энциклопедия. — М., 2007. — Т. XIV : Даниил — Димитрий. — С. 77–78. — 39 000 экз. — ISBN 978-5-89572-024-0.
- Даниил (XI–XII вв.) // Православная энциклопедия. — М., 2007. — Т. XIV : Даниил — Димитрий. — С. 80–82. — 39 000 экз. — ISBN 978-5-89572-024-0. (совместно с И. Н. Данилевским)
- Даниил II, архиепископ Печский // Православная энциклопедия. — М., 2007. — Т. XIV : Даниил — Димитрий. — С. 93-96. — 39 000 экз. — ISBN 978-5-89572-024-0. (совместно с М. М. Розинской).
- Даниил III, Патриарх Сербский // Православная энциклопедия. — М., 2007. — Т. XIV : Даниил — Димитрий. — С. 96. — 39 000 экз. — ISBN 978-5-89572-024-0. (совместно с иеродиаконом Игнатием (Шестаковым))
- Даниил Левоокий // Православная энциклопедия. — М., 2007. — Т. XIV : Даниил — Димитрий. — С. 116. — 39 000 экз. — ISBN 978-5-89572-024-0.
- Даниловский в честь Казанской иконы Божией Матери женский монастырь // Православная энциклопедия. — М., 2007. — Т. XIV : Даниил — Димитрий. — С. 152. — 39 000 экз. — ISBN 978-5-89572-024-0.
- Двенадцати патриархов завещания // Православная энциклопедия. — М., 2007. — Т. XIV : Даниил — Димитрий. — С. 231—232. — 39 000 экз. — ISBN 978-5-89572-024-0. (раздел: «Славянские переводы»)
- Дечаны, монастырь // Православная энциклопедия. — М., 2007. — Т. XIV : Даниил — Димитрий. — С. 480—487. — 39 000 экз. — ISBN 978-5-89572-024-0. (совместно с О. А. Кузевановым и Б. Тодичем)
- Джурова А. // Православная энциклопедия. — М., 2007. — Т. XIV : Даниил — Димитрий. — С. 559. — 39 000 экз. — ISBN 978-5-89572-024-0. (совместно с Х. Темелским)
- Диадох, епископ Фотикийский // Православная энциклопедия. — М., 2007. — Т. XIV : Даниил — Димитрий. — С. 566. — 39 000 экз. — ISBN 978-5-89572-024-0.
- Димитрий (Савич), митрополит Ростовский // Православная энциклопедия. — М., 2007. — Т. XV : Димитрий — Дополнения к „Актам Историческим“. — С. 17-18. — 39 000 экз. — ISBN 978-5-89572-026-4. (раздел: «Влияние творчества свт. Димитрия на православную культуру Восточной и Южной Европы в конце XVII—XVIII вв.»)
- Димитрий Иоаннович, царевич // Православная энциклопедия. — М., 2007. — Т. XV : Димитрий — Дополнения к „Актам Историческим“. — С. 136—138. — 39 000 экз. — ISBN 978-5-89572-026-4. (Раздел: «Почитание» — совместно с Б. Н. Флорей).
- Димитрий Кратовец // Православная энциклопедия. — М., 2007. — Т. XV : Димитрий — Дополнения к „Актам Историческим“. — С. 146. — 39 000 экз. — ISBN 978-5-89572-026-4.
- Димитрий Солунский // Православная энциклопедия. — М., 2007. — Т. XV : Димитрий — Дополнения к „Актам Историческим“. — С. 168—175. — 39 000 экз. — ISBN 978-5-89572-026-4. (Раздел: «Почитание у южных славян и на Руси»)
- Динеков П. // Православная энциклопедия. — М., 2007. — Т. XV : Димитрий — Дополнения к „Актам Историческим“. — С. 222—223. — 39 000 экз. — ISBN 978-5-89572-026-4.
- Дионисий Ареопагит // Православная энциклопедия. — М., 2007. — Т. XV : Димитрий — Дополнения к „Актам Историческим“. — С. 322. — 39 000 экз. — ISBN 978-5-89572-026-4. (Раздел: «Славянская агиографическая традиция»)
- Дионисий Грек // Православная энциклопедия. — М., 2007. — Т. XV : Димитрий — Дополнения к „Актам Историческим“. — С. 334—336. — 39 000 экз. — ISBN 978-5-89572-026-4. (совместно с А. Е. Тарасовым).
- Дионисий Дивный // Православная энциклопедия. — М., 2007. — Т. XV : Димитрий — Дополнения к „Актам Историческим“. — С. 339. — 39 000 экз. — ISBN 978-5-89572-026-4.
- Добрев И. // Православная энциклопедия. — М., 2007. — Т. XV : Димитрий — Дополнения к „Актам Историческим“. — С. 463—464. — 39 000 экз. — ISBN 978-5-89572-026-4. (в соавторстве, без указания имен авторов).
- Добрейшево Евангелие // Православная энциклопедия. — М., 2007. — Т. XV : Димитрий — Дополнения к „Актам Историческим“. — С. 464. — 39 000 экз. — ISBN 978-5-89572-026-4. (совместно с Д. И. Полывянным).
- Добриан Многогрешный // Православная энциклопедия. — М., 2007. — Т. XV : Димитрий — Дополнения к „Актам Историческим“. — С. 464—465. — 39 000 экз. — ISBN 978-5-89572-026-4.
- Добрилово Евангелие // Православная энциклопедия. — М., 2007. — Т. XV : Димитрий — Дополнения к „Актам Историческим“. — С. 466—467. — 39 000 экз. — ISBN 978-5-89572-026-4.
- Добромирово Евангелие // Православная энциклопедия. — М., 2007. — Т. XV : Димитрий — Дополнения к „Актам Историческим“. — С. 489. — 39 000 экз. — ISBN 978-5-89572-026-4.
- Докс // Православная энциклопедия. — М., 2007. — Т. XV : Димитрий — Дополнения к „Актам Историческим“. — С. 576. — 39 000 экз. — ISBN 978-5-89572-026-4.
- Досифей, архимандрит (XIV–XV вв.) // Православная энциклопедия. — М., 2007. — Т. XVI : Дор — Евангелическая церковь союза. — С. 54–55. — 39 000 экз. — ISBN 978-5-89572-028-8.
- Досифей (Топорков) // Православная энциклопедия. — М., 2007. — Т. XVI : Дор — Евангелическая церковь союза. — С. 68–70. — 39 000 экз. — ISBN 978-5-89572-028-8. (совместно c А. В. Кузьминым).
- Дохиар, монастырь // Православная энциклопедия. — М., 2007. — Т. XVI : Дор — Евангелическая церковь союза. — С. 116. — 39 000 экз. — ISBN 978-5-89572-028-8. (Раздел: «Славянские переводы „Повести о монастыре Дохиар“»)
- Драганова Минея // Православная энциклопедия. — М., 2007. — Т. XVI : Дор — Евангелическая церковь союза. — С. 117–118. — 39 000 экз. — ISBN 978-5-89572-028-8.
- Драгия, имя 3 болгарских книгописцев // Православная энциклопедия. — М., 2007. — Т. XVI : Дор — Евангелическая церковь союза. — С. 120. — 39 000 экз. — ISBN 978-5-89572-028-8.
- Драголя попа сборник // Православная энциклопедия. — М., 2007. — Т. XVI : Дор — Евангелическая церковь союза. — С. 121–122. — 39 000 экз. — ISBN 978-5-89572-028-8.
- Древнерусские (восточнославянские) влияния на книжность южных славян // Православная энциклопедия. — М., 2007. — Т. XVI : Дор — Евангелическая церковь союза. — С. 162–171. — 39 000 экз. — ISBN 978-5-89572-028-8.
- Евгения, королева, жена Стефана Душана // Православная энциклопедия. — М., 2008. — Т. XVII : Евангелическая церковь чешских братьев — Египет. — С. 106–107. — 39 000 экз. — ISBN 978-5-89572-030-1. (совместно с В. С. Путятиным).
- Евнуговская икона Богоматери // Православная энциклопедия. — М., 2008. — Т. XVII : Евангелическая церковь чешских братьев — Египет. — С. 183–184. — 39 000 экз. — ISBN 978-5-89572-030-1.
- Евсевий, епископ Александрийский // Православная энциклопедия. — М., 2008. — Т. XVII : Евангелическая церковь чешских братьев — Египет. — С. 249–250. — 39 000 экз. — ISBN 978-5-89572-030-1. (раздел: «Славянская традиция сочинений»)
- Евсевий—Ефрем // Православная энциклопедия. — М., 2008. — Т. XVII : Евангелическая церковь чешских братьев — Египет. — С. 277. — 39 000 экз. — ISBN 978-5-89572-030-1.
- Евстафий I, архиепископ Сербский // Православная энциклопедия. — М., 2008. — Т. XVII : Евангелическая церковь чешских братьев — Египет. — С. 309—310. — 39 000 экз. — ISBN 978-5-89572-030-1. (совместно с В. С. Путятиным).
- Евфимий II (Вяжицкий) // Православная энциклопедия. — М., 2008. — Т. XVII : Евангелическая церковь чешских братьев — Египет. — С. 434—438. — 39 000 экз. — ISBN 978-5-89572-030-1. (совместно с М. А. Шибаевым).
- Евфимий Великий // Православная энциклопедия. — М., 2008. — Т. XVII : Евангелическая церковь чешских братьев — Египет. — С. 445—446. — 39 000 экз. — ISBN 978-5-89572-030-1. (раздел: «Почитание у южных славян и на Руси»)
- Евфимия (в миру Елена, в схиме Евпраксия; XIV—XV вв) // Православная энциклопедия. — М., 2008. — Т. XVII : Евангелическая церковь чешских братьев — Египет. — С. 461—462. — 39 000 экз. — ISBN 978-5-89572-030-1. (совместно с В. С. Путятиным).
- Евфросиния, прп., Полоцкая // Православная энциклопедия. — М., 2008. — Т. XVII : Евангелическая церковь чешских братьев — Египет. — С. 507—511. — 39 000 экз. — ISBN 978-5-89572-030-1. (совместно с Б. М. Клоссом).
- Евхаитская икона Богоматери // Православная энциклопедия. — М., 2008. — Т. XVII : Евангелическая церковь чешских братьев — Египет. — С. 530—531. — 39 000 экз. — ISBN 978-5-89572-030-1.
- Екатерина, вмчц., Александрийская // Православная энциклопедия. — М., 2008. — Т. XVIII : Египет древний — Эфес. — С. 102—104. — 39 000 экз. — ISBN 978-5-89572-032-5. (раздел: «Почитание у южных славян и в России»)
- Екатерины великомученицы монастырь на Синае // Православная энциклопедия. — М., 2008. — Т. XVIII : Египет древний — Эфес. — С. 203—205. — 39 000 экз. — ISBN 978-5-89572-032-5. (раздел: Славянские рукописи библиотеки)
- Елена Анжуйская // Православная энциклопедия. — М., 2008. — Т. XVIII : Египет древний — Эфес. — С. 303—304. — 39 000 экз. — ISBN 978-5-89572-032-5. (совместно с В. С. Путятиным).
- Елена Дечанская // Православная энциклопедия. — М., 2008. — Т. XVIII : Египет древний — Эфес. — С. 306—307. — 39 000 экз. — ISBN 978-5-89572-032-5. (совместно с иеромонахом Игнатием (Шестаковым))
- Еноха вторая книга // Православная энциклопедия. — М., 2008. — Т. XVIII : Египет древний — Эфес. — С. 475—476. — 39 000 экз. — ISBN 978-5-89572-032-5. (Раздел: «Славяно-русская рукописная традиция»)
- Епистолия о неделе // Православная энциклопедия. — М., 2008. — Т. XVIII : Египет древний — Эфес. — С. 531—533. — 39 000 экз. — ISBN 978-5-89572-032-5. (Раздел: «Славяно-русские переводы»)
- Еразм (IV в.), сщмч. // Православная энциклопедия. — М., 2008. — Т. XVIII : Египет древний — Эфес. — С. 591—592. — 39 000 экз. — ISBN 978-5-89572-032-5. (Раздел: «Почитание у южных славян и на Руси»)
- Ермолин В. Д. // Православная энциклопедия. — М., 2008. — Т. XVIII : Египет древний — Эфес. — С. 670—672. — 39 000 экз. — ISBN 978-5-89572-032-5. (совместно с М. А. Маханько)
- Ефрем, свт., Патриарх Сербский // Православная энциклопедия. — М., 2008. — Т. XIX : Ефесянам послание — Зверев. — С. 32-33. — 39 000 экз. — ISBN 978-5-89572-034-9.
- Ефрем, болгарский гимнограф // Православная энциклопедия. — М., 2008. — Т. XIX : Ефесянам послание — Зверев. — С. 54-55. — 39 000 экз. — ISBN 978-5-89572-034-9.
- Ефрем Сирин, прп. // Православная энциклопедия. — М., 2008. — Т. XIX : Ефесянам послание — Зверев. — С. 99-100. — 39 000 экз. — ISBN 978-5-89572-034-9. (раздел «Славянские переводы, рукописная и печатная традиция до XIX в.»)
- Жефарович Х. // Православная энциклопедия. — М., 2008. — Т. XIX : Ефесянам послание — Зверев. — С. 157—158. — 39 000 экз. — ISBN 978-5-89572-034-9. (совместно с Д. И. Полывянным и О. Р. Хромовым).
- Жировицкий во имя Успения Пресвятой Богородицы мужской монастырь // Православная энциклопедия. — М., 2008. — Т. XIX : Ефесянам послание — Зверев. — С. 265—266. — 39 000 экз. — ISBN 978-5-89572-034-9. (раздел: «Книжное собрание»)
- Житийная литература // Православная энциклопедия. — М., 2008. — Т. XIX : Ефесянам послание — Зверев. — С. 318—321, 340—342. — 39 000 экз. — ISBN 978-5-89572-034-9. (Разделы: «Сербская житийная литература»; «Чешская житийная литература»)
- Жмакин В. И. // Православная энциклопедия. — М., 2008. — Т. XIX : Ефесянам послание — Зверев. — С. 364—366. — 39 000 экз. — ISBN 978-5-89572-034-9. (совместно с А. А. Бовкало).
- Жуковская Лидия Петровна // Православная энциклопедия. — М., 2008. — Т. XIX : Ефесянам послание — Зверев. — С. 377—379. — 39 000 экз. — ISBN 978-5-89572-034-9.
- Зайковский Требник // Православная энциклопедия. — М., 2008. — Т. XIX : Ефесянам послание — Зверев. — С. 528—529. — 39 000 экз. — ISBN 978-5-89572-034-9.
- Закхей по прозвищу Вагил, Загорянин, Философ // Православная энциклопедия. — М., 2008. — Т. XIX : Ефесянам послание — Зверев. — С. 576. — 39 000 экз. — ISBN 978-5-89572-034-9.
- Закхей (XV—XVI вв.), книжник // Православная энциклопедия. — М., 2008. — Т. XIX : Ефесянам послание — Зверев. — С. 576—578. — 39 000 экз. — ISBN 978-5-89572-034-9.
- Засурские преподобные // Православная энциклопедия. — М., 2008. — Т. XIX : Ефесянам послание — Зверев. — С. 661. — 39 000 экз. — ISBN 978-5-89572-034-9.
- «Зерцало Богородицы» // Православная энциклопедия. — М., 2009. — Т. XX : Зверин в честь Покрова Пресвятой Богородицы женский монастырь — Иверия. — С. 111–112. — 39 000 экз. — ISBN 978-5-89572-036-3.
- Зиновий [Зиновьишко], книгописец // Православная энциклопедия. — М., 2009. — Т. XX : Зверин в честь Покрова Пресвятой Богородицы женский монастырь — Иверия. — С. 156–157. — 39 000 экз. — ISBN 978-5-89572-036-3.
- «Златая цепь» // Православная энциклопедия. — М., 2009. — Т. XX : Зверин в честь Покрова Пресвятой Богородицы женский монастырь — Иверия. — С. 194–196. — 39 000 экз. — ISBN 978-5-89572-036-3. (совместно с М. А. Башлыковой).
- «Златоструй» // Православная энциклопедия. — М., 2009. — Т. XX : Зверин в честь Покрова Пресвятой Богородицы женский монастырь — Иверия. — С. 196–198. — 39 000 экз. — ISBN 978-5-89572-036-3. (совместно с Н. В. Савельевой).
- Зограф, монастырь // Православная энциклопедия. — М., 2009. — Т. XX : Зверин в честь Покрова Пресвятой Богородицы женский монастырь — Иверия. — С. 301–311. — 39 000 экз. — ISBN 978-5-89572-036-3. (совместно с Д. Чешмеджиевым).
- Зографские преподобномученники // Православная энциклопедия. — М., 2009. — Т. XX : Зверин в честь Покрова Пресвятой Богородицы женский монастырь — Иверия. — С. 313–315. — 39 000 экз. — ISBN 978-5-89572-036-3. (совместно с Д. Чешмеджиевым).
- «Зоровавеля блаженного слово» // Православная энциклопедия. — М., 2009. — Т. XX : Зверин в честь Покрова Пресвятой Богородицы женский монастырь — Иверия. — С. 337. — 39 000 экз. — ISBN 978-5-89572-036-3.
- Иаков, имя нескольких южнославянских книжников // Православная энциклопедия. — М., 2009. — Т. XX : Зверин в честь Покрова Пресвятой Богородицы женский монастырь — Иверия. — С. 501. — 39 000 экз. — ISBN 978-5-89572-036-3.
- Иаков (XV в.), каллиграф, духовник монастыря Путна // Православная энциклопедия. — М., 2009. — Т. XX : Зверин в честь Покрова Пресвятой Богородицы женский монастырь — Иверия. — С. 501–502. — 39 000 экз. — ISBN 978-5-89572-036-3.
- Иаков, митрополит Серрский // Православная энциклопедия. — М., 2009. — Т. XX : Зверин в честь Покрова Пресвятой Богородицы женский монастырь — Иверия. — С. 502. — 39 000 экз. — ISBN 978-5-89572-036-3. (совместно с В. С. Путятиным).
- Иаков Яковишко // Православная энциклопедия. — М., 2009. — Т. XX : Зверин в честь Покрова Пресвятой Богородицы женский монастырь — Иверия. — С. 503. — 39 000 экз. — ISBN 978-5-89572-036-3.
- «Иакова, брата Господня, Шестоднев» // Православная энциклопедия. — М., 2009. — Т. XX : Зверин в честь Покрова Пресвятой Богородицы женский монастырь — Иверия. — С. 558—559. — 39 000 экз. — ISBN 978-5-89572-036-3.
- Иакова Протоевангелие // Православная энциклопедия. — М., 2009. — Т. XX : Зверин в честь Покрова Пресвятой Богородицы женский монастырь — Иверия. — С. 570—572. — 39 000 экз. — ISBN 978-5-89572-036-3. (Раздел: «Славянская традиция»)
- Иван Чёрный // Православная энциклопедия. — М., 2009. — Т. XX : Зверин в честь Покрова Пресвятой Богородицы женский монастырь — Иверия. — С. 638—639. — 39 000 экз. — ISBN 978-5-89572-036-3.
- Иверская икона Божией Матери // Православная энциклопедия. — М., 2009. — Т. XX : Зверин в честь Покрова Пресвятой Богородицы женский монастырь — Иверия. — С. 11-13. — 39 000 экз. — ISBN 978-5-89572-036-3. (раздел: «Славянские сказания»)
- Игнатий Смольнянин // Православная энциклопедия. — М., 2009. — Т. XX : Зверин в честь Покрова Пресвятой Богородицы женский монастырь — Иверия. — С. 151—152. — 39 000 экз. — ISBN 978-5-89572-036-3. (совместно с И. В. Федоровой).
- «Игрушки императрицы Феодоры» // Православная энциклопедия. — М., 2009. — Т. XX : Зверин в честь Покрова Пресвятой Богородицы женский монастырь — Иверия. — С. 167—168. — 39 000 экз. — ISBN 978-5-89572-036-3.
- Иезекииля пророка книга // Православная энциклопедия. — М., 2009. — Т. XX : Зверин в честь Покрова Пресвятой Богородицы женский монастырь — Иверия. — С. 198. — 39 000 экз. — ISBN 978-5-89572-036-3. (Раздел: «Славянская традиция»)
- Иеремия (X в.), еретик // Православная энциклопедия. — М., 2009. — Т. XX : Зверин в честь Покрова Пресвятой Богородицы женский монастырь — Иверия. — С. 287—289. — 39 000 экз. — ISBN 978-5-89572-036-3.
- Изборник 1073 г. // Православная энциклопедия. — М., 2009. — Т. XX : Зверин в честь Покрова Пресвятой Богородицы женский монастырь — Иверия. — С. 536—539. — 39 000 экз. — ISBN 978-5-89572-036-3. (совместно с К. Ивановой).
- Изборник 1076 г. // Православная энциклопедия. — М., 2009. — Т. XX : Зверин в честь Покрова Пресвятой Богородицы женский монастырь — Иверия. — С. 539—540. — 39 000 экз. — ISBN 978-5-89572-036-3.
- Изборник XIII в. // Православная энциклопедия. — М., 2009. — Т. XX : Зверин в честь Покрова Пресвятой Богородицы женский монастырь — Иверия. — С. 540—541. — 39 000 экз. — ISBN 978-5-89572-036-3.
- «Измарагд» // Православная энциклопедия. — М., 2009. — Т. XX : Зверин в честь Покрова Пресвятой Богородицы женский монастырь — Иверия. — С. 597. — 39 000 экз. — ISBN 978-5-89572-036-3. (Раздел: «Юго-западная редакция» — совместно с Б. М. Пудаловым)
- Икосифинисса, монастырь // Православная энциклопедия. — М., 2009. — Т. XXI : Иверская икона Божией матери — Икиматарий. — С. 72-75. — 39 000 экз. — ISBN 978-5-89572-038-7. (совместно с О. В. Лосевой).
- Иларион, митрополит Киевский // Православная энциклопедия. — М., 2009. — Т. XXII : Икона — Иннокентий. — С. 122—126. — 39 000 экз. — ISBN 978-5-89572-040-0. (в соавторстве).
- Иларион, епископ Могленский // Православная энциклопедия. — М., 2009. — Т. XXII : Икона — Иннокентий. — С. 201—204. — 39 000 экз. — ISBN 978-5-89572-040-0. (совместно с Х. Темелским и М. М. Р.).
- Илии пророка афонский скит // Православная энциклопедия. — М., 2009. — Т. XXII : Икона — Иннокентий. — С. 227. — 39 000 экз. — ISBN 978-5-89572-040-0. (раздел: «Рукописное собрание»)
- «Илии трудолюбивого слово» // Православная энциклопедия. — М., 2009. — Т. XXII : Икона — Иннокентий. — С. 227—228. — 39 000 экз. — ISBN 978-5-89572-040-0.
- Илия, пророк // Православная энциклопедия. — М., 2009. — Т. XXII : Икона — Иннокентий. — С. 243—245. — 39 000 экз. — ISBN 978-5-89572-040-0. (раздел: «Почитание у южных славян и на Руси» — совместно с О. В. Лосевой)
- Илия (XVI в.), новгородский книжник // Православная энциклопедия. — М., 2009. — Т. XXII : Икона — Иннокентий. — С. 282—283. — 39 000 экз. — ISBN 978-5-89572-040-0.
- Иловицкая Кормчая // Православная энциклопедия. — М., 2009. — Т. XXII : Икона — Иннокентий. — С. 323—324. — 39 000 экз. — ISBN 978-5-89572-040-0. (совместно с Е. В. Беляковой).
- Иоаким I, Патриарх Тырновский // Православная энциклопедия. — М., 2010. — Т. XXIII : Иннокентий — Иоанн Влах. — С. 169–170. — 39 000 экз. — ISBN 978-5-89572-042-4. (совместно с Д. Чешмеджиевым)
- Иоаким Осоговский // Православная энциклопедия. — М., 2010. — Т. XXIII : Иннокентий — Иоанн Влах. — С. 184–187. — 39 000 экз. — ISBN 978-5-89572-042-4. (совместно с Д. Чешмеджиевым).
- Иоанн Бранкович // Православная энциклопедия. — М., 2010. — Т. XXIII : Иннокентий — Иоанн Влах. — С. 241–242. — 39 000 экз. — ISBN 978-5-89572-042-4. (в соавторстве).
- Иоанн (XIII–XIV вв.), болгарский книжник // Православная энциклопедия. — М., 2010. — Т. XXIII : Иннокентий — Иоанн Влах. — С. 375–376. — 39 000 экз. — ISBN 978-5-89572-042-4.
- Иоанн (X в.) пресвитер, переводчик // Православная энциклопедия. — М., 2010. — Т. XXIII : Иннокентий — Иоанн Влах. — С. 376–377. — 39 000 экз. — ISBN 978-5-89572-042-4.
- Иоанн (Стухин), архиепископ Новгородский // Православная энциклопедия. — М., 2010. — Т. XXIII : Иннокентий — Иоанн Влах. — С. 459–460. — 39 000 экз. — ISBN 978-5-89572-042-4. (Разделы: «Новгородская книжность в период архиерейства Иоанна»; «Жития»)
- Иоанн Богослов // Православная энциклопедия. — М., 2010. — Т. XXIII : Иннокентий — Иоанн Влах. — С. 688—689. — 39 000 экз. — ISBN 978-5-89572-042-4. (разделы: «Почитание у южных славян и на Руси»)
- Иоанн Владимир, князь сербский // Православная энциклопедия. — М., 2010. — Т. XXIII : Иннокентий — Иоанн Влах. — С. 736—739. — 39 000 экз. — ISBN 978-5-89572-042-4. (совместно с Д. И. Полывянным)
- Иоанн Дамаскин // Православная энциклопедия. — М., 2010. — Т. XXIV : Иоанн Воин — Иоанна Богослова Откровение. — С. 60-64. — 39 000 экз. — ISBN 978-5-89572-044-8. (разделы: «Славянская рукописная и старопечатная традиция до XIX в.»; «Почитание»)
- Иоанн Златоуст // Православная энциклопедия. — М., 2010. — Т. XXIV : Иоанн Воин — Иоанна Богослова Откровение. — С. 234—238. — 39 000 экз. — ISBN 978-5-89572-044-8. (Разделы: «Славянские переводы сочинений и их издания до XIX в.»; «Почитание у южных славян и на Руси»)
- Иоанн Новый, Сочавский // Православная энциклопедия. — М., 2010. — Т. XXIV : Иоанн Воин — Иоанна Богослова Откровение. — С. 459—463. — 39 000 экз. — ISBN 978-5-89572-044-8. (разделы «Гимнография», «Иконография» — совместно с Е. М. Саенковой)
- Иоанн Предтеча // Православная энциклопедия. — М., 2010. — Т. XXIV : Иоанн Воин — Иоанна Богослова Откровение. — С. 558—561. — 39 000 экз. — ISBN 978-5-89572-044-8. (Раздел: «Почитание у южных славян и на Руси»)
- Иоанн Рильский // Православная энциклопедия. — М., 2010. — Т. XXIV : Иоанн Воин — Иоанна Богослова Откровение. — С. 585—598. — 39 000 экз. — ISBN 978-5-89572-044-8. (совместно с К. Ивановой, И. А. Орецкой и Д. Чешмеджиевым).
- Иоанн Чешский // Православная энциклопедия. — М., 2010. — Т. XXIV : Иоанн Воин — Иоанна Богослова Откровение. — С. 656—660. — 39 000 экз. — ISBN 978-5-89572-044-8. (без подписи[3], совместно с В. В. Бурегой).
- Иоанн Чудотворец, Поливотский // Православная энциклопедия. — М., 2010. — Т. XXIV : Иоанн Воин — Иоанна Богослова Откровение. — С. 660—661. — 39 000 экз. — ISBN 978-5-89572-044-8. (раздел: «Почитание у южных славян»)
- Иоанна Деяния // Православная энциклопедия. — М., 2011. — Т. XXV : Иоанна деяния — Иосиф Шумлянский. — С. 10-11. — 39 000 экз. — ISBN 978-5-89572-046-2. (раздел: «Славянская версия» — совместно с А. Ю. Виноградовым).
- Иоасаф (XIV в.), митрополит Видинский // Православная энциклопедия. — М., 2011. — Т. XXV : Иоанна деяния — Иосиф Шумлянский. — С. 184. — 39 000 экз. — ISBN 978-5-89572-046-2.
- Иов, митрополит Новгородский и Великолуцкий // Православная энциклопедия. — М., 2011. — Т. XXV : Иоанна деяния — Иосиф Шумлянский. — С. 298. — 39 000 экз. — ISBN 978-5-89572-046-2. (Раздел: «Библиотека»)
- Иов (XIV в.), сербский книгописец // Православная энциклопедия. — М., 2011. — Т. XXV : Иоанна деяния — Иосиф Шумлянский. — С. 299. — 39 000 экз. — ISBN 978-5-89572-046-2.
- Иов Шишатовац // Православная энциклопедия. — М., 2011. — Т. XXV : Иоанна деяния — Иосиф Шумлянский. — С. 320—321. — 39 000 экз. — ISBN 978-5-89572-046-2.
- Иова книга // Православная энциклопедия. — М., 2011. — Т. XXV : Иоанна деяния — Иосиф Шумлянский. — С. 324-325. — 39 000 экз. — ISBN 978-5-89572-046-2. (совм. с М. М. Розинской и М. А. Скобелевым)
- Иона Керженский // Православная энциклопедия. — М., 2011. — Т. XXV : Иоанна деяния — Иосиф Шумлянский. — С. 490—492. — 39 000 экз. — ISBN 978-5-89572-046-2.
- Иосиф (XIV в.), болгарский монах, переводчик // Православная энциклопедия. — М., 2011. — Т. XXV : Иоанна деяния — Иосиф Шумлянский. — С. 609—610. — 39 000 экз. — ISBN 978-5-89572-046-2.
- Иосиф II (Солтан) // Православная энциклопедия. — М., 2011. — Т. XXVI : Иосиф I Галисиот — Исаак Сирин. — С. 17-18. — 39 000 экз. — ISBN 978-5-89572-048-6. (раздел «Церковно-учительная деятельность»)
- Ипатьевский монастырь // Православная энциклопедия. — М., 2011. — Т. XXVI : Иосиф I Галисиот — Исаак Сирин. — С. 146-147. — 39 000 экз. — ISBN 978-5-89572-048-6. (раздел «библиотека»)
- Ириней Лионский // Православная энциклопедия. — М., 2011. — Т. XXVI : Иосиф I Галисиот — Исаак Сирин. — С. 441. — 39 000 экз. — ISBN 978-5-89572-048-6. (раздел «Почитание на христианском Востоке, у южных славян и на Руси» — совм. с А. А. Королевым).
- Исаак Собака // Православная энциклопедия. — М., 2011. — Т. XXVII : Исаак Сирин — Исторические книги. — С. 9-11. — 39 000 экз. — ISBN 978-5-89572-050-9.
- Исайя Серрский // Православная энциклопедия. — М., 2011. — Т. XXVII : Исаак Сирин — Исторические книги. — С. 141-144. — 39 000 экз. — ISBN 978-5-89572-050-9. (совм. с Л. К. Гаврюшиной)
- Истрин В. М. // Православная энциклопедия. — М., 2012. — Т. XXVIII : Исторический музей — Йэкуно Амлак. — С. 23-26. — 39 000 экз. — ISBN 978-5-89572-025-7. (в соавт. с И. Н. Поповым)
- Йованович Т. // Православная энциклопедия. — М., 2012. — Т. XXVIII : Исторический музей — Йэкуно Амлак. — С. 698—699. — 39 000 экз. — ISBN 978-5-89572-025-7. (в соавт. с И. О. Олейниковой)
- Йовчева М. // Православная энциклопедия. — М., 2012. — Т. XXVIII : Исторический музей — Йэкуно Амлак. — С. 700—702. — 39 000 экз. — ISBN 978-5-89572-025-7.
- Кааф // Православная энциклопедия. — М., 2012. — Т. XXIX : К — Каменац. — С. 15. — 39 000 экз. — ISBN 978-5-89572-025-7.
- Киевские листки // Православная энциклопедия. — М., 2013. — Т. XXXIII : Киево-Печерская лавра — Кипрская икона Божией Матери. — С. 309-311. — 33 000 экз. — ISBN 978-5-89572-037-0.
- Киприан, свт., митрополит Киевский и Всея Руси // Православная энциклопедия. — М., 2013. — Т. XXXIII : Киево-Печерская лавра — Кипрская икона Божией Матери. — С. 638-642. — 33 000 экз. — ISBN 978-5-89572-037-0. (раздел: «Книжно-литературное творчество, книгописание. Роль во втором южнославянском влиянии», «Почитание»; биб-фия. совм. с Б. Н. Флорей)
- Киприан и Иустина // Православная энциклопедия. — М., 2013. — Т. XXXIII : Киево-Печерская лавра — Кипрская икона Божией Матери. — С. 719-720. — 33 000 экз. — ISBN 978-5-89572-037-0. (раздел «Почитание у южных славян и на Руси»)
- Кириак (Иуда) сщмч. // Православная энциклопедия. — М., 2014. — Т. XXXIV : Кипрская православная церковь — Кирион, Вассиан, Агафон и Моисей. — С. 141-142. — 33 000 экз. — ISBN 978-5-89572-039-4. (раздел о славянской традиции гомилий о обретении честного и животворящего Креста)
- Кириак Отшельник // Православная энциклопедия. — М., 2014. — Т. XXXIV : Кипрская православная церковь — Кирион, Вассиан, Агафон и Моисей. — С. 153. — 33 000 экз. — ISBN 978-5-89572-039-4. (раздел: «Почитание у южных славян и на Руси»)
- Кирилл (Константин), равноап. // Православная энциклопедия. — М., 2014. — Т. XXXIV : Кипрская православная церковь — Кирион, Вассиан, Агафон и Моисей. — С. 195—199. — 33 000 экз. — ISBN 978-5-89572-039-4. (разд. «Почитание К. и Мефодия на Руси и в России до XIX в.», «… в Сербии и Хорватии» (совм. с Б. Н. Флорей), «… на румынских и валашских землях»; 208—209 («Гимнография»); 209—211 (библиогр., совместно с А. А. Королевым и Д. Чешмеджиевым)
- Климент Римский // Православная энциклопедия. — М., 2014. — Т. XXXV : Кириопасха — Клосс. — С. 455-458. — 33 000 экз. — ISBN 978-5-89572-041-7. (разделы «Почитание в Великой Моравии и у южных славян», «на Руси» — в соавт. с А. Ю. Виноградовым)
- Клоцев сборник // Православная энциклопедия. — М., 2014. — Т. XXXVI : Клотильда — Константин. — С. 12. — 29 000 экз. — ISBN 978-5-89572-041-7.
- Кожухаров Стефан // Православная энциклопедия. — М., 2014. — Т. XXXVI : Клотильда — Константин. — С. 243-245. — 29 000 экз. — ISBN 978-5-89572-041-7.
- Константин Великий // Православная энциклопедия. — М., 2014. — Т. XXXVI : Клотильда — Константин. — С. 719-723. — 29 000 экз. — ISBN 978-5-89572-041-7. (раздел «Почитание у южных славян и на Руси»)
- Константинов дар // Православная энциклопедия. — М., 2015. — Т. XXXVII : Константин — Корин. — С. 119-131. — 33 000 экз. — ISBN 978-5-89572-045-5. (в соавт. С А. А. Королевым и А. Н. Крюковой)
- Ксиропотам // Православная энциклопедия. — М., 2015. — Т. XXXIX : Крисп — Лангадасская, Литиская и Рендинская митрополия. — С. 220—229. — 33 000 экз. — ISBN 978-5-89572-033-2. (в соавт. с О. В. Лосевой, М. А. Маханько, А. Н. Крюковой, В. Г. Ченцовой)
- Лазарь, мч., князь сербский // Православная энциклопедия. — М., 2015. — Т. XXXIX : Крисп — Лангадасская, Литиская и Рендинская митрополия. — С. 669—675. — 33 000 экз. — ISBN 978-5-89572-033-2.
- Леонтий, свт., еп. Ростовский // Православная энциклопедия. — М., 2015. — Т. XL : Лангтон — Ливан. — С. 493—494. — 33 000 экз. — ISBN 978-5-89572-033-2. (раздел «почитание»).

## Награды
- Награждён церковными орденами преподобного Сергия Радонежского и святого Даниила Московского (оба 2-й степени) за участие в подготовке историко-богословских изданий; орденом святого Макария, митрополита Московского 3-й степени — за многолетнее участие в работе Макариевского фонда.
- Национальная премия «Имперская культура» имени Эдуарда Володина (2020)[4].